# فهرست سیارک‌ها (۱۷۰۰۰۱–۱۷۱۰۰۱)
فهرست سیارک‌ها (۱۷۰۰۰۱ - ۱۷۱۰۰۱) فهرست سیارک‌ها از ۱۷۰۰۰۱ تا ۱۷۱۰۰۱ است.
| نام    | نام انگلیسی | تاریخ کشف       |
| ------ | ----------- | --------------- |
| ۱۷۰۰۰۱ | 2002 TS283  | ۱۰ اکتبر ۲۰۰۲   |
| ۱۷۰۰۰۲ | 2002 TJ286  | ۱۰ اکتبر ۲۰۰۲   |
| ۱۷۰۰۰۳ | 2002 TT286  | ۱۰ اکتبر ۲۰۰۲   |
| ۱۷۰۰۰۴ | 2002 TF296  | ۱۱ اکتبر ۲۰۰۲   |
| ۱۷۰۰۰۵ | 2002 TR296  | ۱۱ اکتبر ۲۰۰۲   |
| ۱۷۰۰۰۶ | 2002 TV309  | ۴ اکتبر ۲۰۰۲    |
| ۱۷۰۰۰۷ | 2002 TV323  | ۵ اکتبر ۲۰۰۲    |
| ۱۷۰۰۰۸ | 2002 TZ338  | ۵ اکتبر ۲۰۰۲    |
| ۱۷۰۰۰۹ | 2002 TY340  | ۵ اکتبر ۲۰۰۲    |
| ۱۷۰۰۱۰ | 2002 TJ341  | ۵ اکتبر ۲۰۰۲    |
| ۱۷۰۰۱۱ | 2002 TE352  | ۱۰ اکتبر ۲۰۰۲   |
| ۱۷۰۰۱۲ | 2002 TF359  | ۱۰ اکتبر ۲۰۰۲   |
| ۱۷۰۰۱۳ | 2002 UO3    | ۲۸ اکتبر ۲۰۰۲   |
| ۱۷۰۰۱۴ | 2002 UZ4    | ۲۶ اکتبر ۲۰۰۲   |
| ۱۷۰۰۱۵ | 2002 UE8    | ۲۸ اکتبر ۲۰۰۲   |
| ۱۷۰۰۱۶ | 2002 UY10   | ۲۸ اکتبر ۲۰۰۲   |
| ۱۷۰۰۱۷ | 2002 UC22   | ۳۰ اکتبر ۲۰۰۲   |
| ۱۷۰۰۱۸ | 2002 UU23   | ۲۸ اکتبر ۲۰۰۲   |
| ۱۷۰۰۱۹ | 2002 UV23   | ۲۸ اکتبر ۲۰۰۲   |
| ۱۷۰۰۲۰ | 2002 UW23   | ۲۸ اکتبر ۲۰۰۲   |
| ۱۷۰۰۲۱ | 2002 UE41   | ۳۱ اکتبر ۲۰۰۲   |
| ۱۷۰۰۲۲ | 2002 UO66   | ۳۰ اکتبر ۲۰۰۲   |
| ۱۷۰۰۲۳ | 2002 UR68   | ۳۰ اکتبر ۲۰۰۲   |
| ۱۷۰۰۲۳ | 2002 VH     | ۱ نوامبر ۲۰۰۲   |
| ۱۷۰۰۲۳ | 2002 VO     | ۲ نوامبر ۲۰۰۲   |
| ۱۷۰۰۲۶ | 2002 VV2    | ۴ نوامبر ۲۰۰۲   |
| ۱۷۰۰۲۷ | 2002 VH5    | ۵ نوامبر ۲۰۰۲   |
| ۱۷۰۰۲۸ | 2002 VW6    | ۱ نوامبر ۲۰۰۲   |
| ۱۷۰۰۲۹ | 2002 VB9    | ۱ نوامبر ۲۰۰۲   |
| ۱۷۰۰۳۰ | 2002 VA11   | ۱ نوامبر ۲۰۰۲   |
| ۱۷۰۰۳۱ | 2002 VV15   | ۵ نوامبر ۲۰۰۲   |
| ۱۷۰۰۳۲ | 2002 VF21   | ۵ نوامبر ۲۰۰۲   |
| ۱۷۰۰۳۳ | 2002 VY21   | ۵ نوامبر ۲۰۰۲   |
| ۱۷۰۰۳۴ | 2002 VH22   | ۵ نوامبر ۲۰۰۲   |
| ۱۷۰۰۳۵ | 2002 VG28   | ۵ نوامبر ۲۰۰۲   |
| ۱۷۰۰۳۶ | 2002 VA31   | ۵ نوامبر ۲۰۰۲   |
| ۱۷۰۰۳۷ | 2002 VB31   | ۵ نوامبر ۲۰۰۲   |
| ۱۷۰۰۳۸ | 2002 VJ32   | ۵ نوامبر ۲۰۰۲   |
| ۱۷۰۰۳۹ | 2002 VS33   | ۵ نوامبر ۲۰۰۲   |
| ۱۷۰۰۴۰ | 2002 VB36   | ۵ نوامبر ۲۰۰۲   |
| ۱۷۰۰۴۱ | 2002 VS36   | ۵ نوامبر ۲۰۰۲   |
| ۱۷۰۰۴۲ | 2002 VK37   | ۴ نوامبر ۲۰۰۲   |
| ۱۷۰۰۴۳ | 2002 VJ42   | ۵ نوامبر ۲۰۰۲   |
| ۱۷۰۰۴۴ | 2002 VA43   | ۴ نوامبر ۲۰۰۲   |
| ۱۷۰۰۴۵ | 2002 VO47   | ۵ نوامبر ۲۰۰۲   |
| ۱۷۰۰۴۶ | 2002 VA50   | ۵ نوامبر ۲۰۰۲   |
| ۱۷۰۰۴۷ | 2002 VB52   | ۶ نوامبر ۲۰۰۲   |
| ۱۷۰۰۴۸ | 2002 VT53   | ۶ نوامبر ۲۰۰۲   |
| ۱۷۰۰۴۹ | 2002 VV54   | ۶ نوامبر ۲۰۰۲   |
| ۱۷۰۰۵۰ | 2002 VY54   | ۶ نوامبر ۲۰۰۲   |
| ۱۷۰۰۵۱ | 2002 VV57   | ۶ نوامبر ۲۰۰۲   |
| ۱۷۰۰۵۲ | 2002 VG60   | ۳ نوامبر ۲۰۰۲   |
| ۱۷۰۰۵۳ | 2002 VH65   | ۷ نوامبر ۲۰۰۲   |
| ۱۷۰۰۵۴ | 2002 VM68   | ۷ نوامبر ۲۰۰۲   |
| ۱۷۰۰۵۵ | 2002 VQ73   | ۷ نوامبر ۲۰۰۲   |
| ۱۷۰۰۵۶ | 2002 VO75   | ۷ نوامبر ۲۰۰۲   |
| ۱۷۰۰۵۷ | 2002 VB80   | ۷ نوامبر ۲۰۰۲   |
| ۱۷۰۰۵۸ | 2002 VR81   | ۷ نوامبر ۲۰۰۲   |
| ۱۷۰۰۵۹ | 2002 VD83   | ۷ نوامبر ۲۰۰۲   |
| ۱۷۰۰۶۰ | 2002 VP83   | ۷ نوامبر ۲۰۰۲   |
| ۱۷۰۰۶۱ | 2002 VT83   | ۷ نوامبر ۲۰۰۲   |
| ۱۷۰۰۶۲ | 2002 VE88   | ۱۰ نوامبر ۲۰۰۲  |
| ۱۷۰۰۶۳ | 2002 VP92   | ۱۱ نوامبر ۲۰۰۲  |
| ۱۷۰۰۶۴ | 2002 VA93   | ۱۱ نوامبر ۲۰۰۲  |
| ۱۷۰۰۶۵ | 2002 VQ96   | ۱۱ نوامبر ۲۰۰۲  |
| ۱۷۰۰۶۶ | 2002 VU106  | ۱۲ نوامبر ۲۰۰۲  |
| ۱۷۰۰۶۷ | 2002 VU108  | ۱۲ نوامبر ۲۰۰۲  |
| ۱۷۰۰۶۸ | 2002 VE110  | ۱۲ نوامبر ۲۰۰۲  |
| ۱۷۰۰۶۹ | 2002 VR110  | ۱۲ نوامبر ۲۰۰۲  |
| ۱۷۰۰۷۰ | 2002 VD121  | ۱۲ نوامبر ۲۰۰۲  |
| ۱۷۰۰۷۱ | 2002 VT127  | ۱۲ نوامبر ۲۰۰۲  |
| ۱۷۰۰۷۲ | 2002 VG128  | ۱۴ نوامبر ۲۰۰۲  |
| ۱۷۰۰۷۳ | 2002 VU129  | ۹ نوامبر ۲۰۰۲   |
| ۱۷۰۰۷۴ | 2002 VC132  | ۵ نوامبر ۲۰۰۲   |
| ۱۷۰۰۷۵ | 2002 VT140  | ۱۲ نوامبر ۲۰۰۲  |
| ۱۷۰۰۷۶ | 2002 WK2    | ۲۳ نوامبر ۲۰۰۲  |
| ۱۷۰۰۷۷ | 2002 WM3    | ۲۴ نوامبر ۲۰۰۲  |
| ۱۷۰۰۷۸ | 2002 WE4    | ۲۴ نوامبر ۲۰۰۲  |
| ۱۷۰۰۷۹ | 2002 WB7    | ۲۴ نوامبر ۲۰۰۲  |
| ۱۷۰۰۸۰ | 2002 WQ8    | ۲۴ نوامبر ۲۰۰۲  |
| ۱۷۰۰۸۱ | 2002 WL9    | ۲۴ نوامبر ۲۰۰۲  |
| ۱۷۰۰۸۲ | 2002 WK12   | ۲۷ نوامبر ۲۰۰۲  |
| ۱۷۰۰۸۳ | 2002 WF16   | ۲۸ نوامبر ۲۰۰۲  |
| ۱۷۰۰۸۴ | 2002 WZ16   | ۲۸ نوامبر ۲۰۰۲  |
| ۱۷۰۰۸۵ | 2002 XU1    | ۱ دسامبر ۲۰۰۲   |
| ۱۷۰۰۸۶ | 2002 XR14   | ۵ دسامبر ۲۰۰۲   |
| ۱۷۰۰۸۷ | 2002 XD15   | ۲ دسامبر ۲۰۰۲   |
| ۱۷۰۰۸۸ | 2002 XV17   | ۵ دسامبر ۲۰۰۲   |
| ۱۷۰۰۸۹ | 2002 XR35   | ۷ دسامبر ۲۰۰۲   |
| ۱۷۰۰۹۰ | 2002 XK41   | ۶ دسامبر ۲۰۰۲   |
| ۱۷۰۰۹۱ | 2002 XK45   | ۱۰ دسامبر ۲۰۰۲  |
| ۱۷۰۰۹۲ | 2002 XE54   | ۱۰ دسامبر ۲۰۰۲  |
| ۱۷۰۰۹۳ | 2002 XJ56   | ۹ دسامبر ۲۰۰۲   |
| ۱۷۰۰۹۴ | 2002 XQ56   | ۱۰ دسامبر ۲۰۰۲  |
| ۱۷۰۰۹۵ | 2002 XH57   | ۱۰ دسامبر ۲۰۰۲  |
| ۱۷۰۰۹۶ | 2002 XV57   | ۱۱ دسامبر ۲۰۰۲  |
| ۱۷۰۰۹۷ | 2002 XV59   | ۱۰ دسامبر ۲۰۰۲  |
| ۱۷۰۰۹۸ | 2002 XH62   | ۱۱ دسامبر ۲۰۰۲  |
| ۱۷۰۰۹۹ | 2002 XV62   | ۱۱ دسامبر ۲۰۰۲  |
| ۱۷۰۱۰۰ | 2002 XP67   | ۱۰ دسامبر ۲۰۰۲  |
| ۱۷۰۱۰۱ | 2002 XM70   | ۱۰ دسامبر ۲۰۰۲  |
| ۱۷۰۱۰۲ | 2002 XM74   | ۱۱ دسامبر ۲۰۰۲  |
| ۱۷۰۱۰۳ | 2002 XT74   | ۱۱ دسامبر ۲۰۰۲  |
| ۱۷۰۱۰۴ | 2002 XR75   | ۱۱ دسامبر ۲۰۰۲  |
| ۱۷۰۱۰۵ | 2002 XA85   | ۱۱ دسامبر ۲۰۰۲  |
| ۱۷۰۱۰۶ | 2002 XW87   | ۱۲ دسامبر ۲۰۰۲  |
| ۱۷۰۱۰۷ | 2002 XJ88   | ۱۲ دسامبر ۲۰۰۲  |
| ۱۷۰۱۰۸ | 2002 XW89   | ۱۴ دسامبر ۲۰۰۲  |
| ۱۷۰۱۰۹ | 2002 XX92   | ۵ دسامبر ۲۰۰۲   |
| ۱۷۰۱۱۰ | 2002 XH95   | ۵ دسامبر ۲۰۰۲   |
| ۱۷۰۱۱۱ | 2002 XH101  | ۵ دسامبر ۲۰۰۲   |
| ۱۷۰۱۱۲ | 2002 XK102  | ۵ دسامبر ۲۰۰۲   |
| ۱۷۰۱۱۳ | 2002 XV103  | ۵ دسامبر ۲۰۰۲   |
| ۱۷۰۱۱۴ | 2002 XN104  | ۵ دسامبر ۲۰۰۲   |
| ۱۷۰۱۱۵ | 2002 XV105  | ۵ دسامبر ۲۰۰۲   |
| ۱۷۰۱۱۶ | 2002 XA110  | ۶ دسامبر ۲۰۰۲   |
| ۱۷۰۱۱۷ | 2002 YD13   | ۳۱ دسامبر ۲۰۰۲  |
| ۱۷۰۱۱۸ | 2002 YW15   | ۳۱ دسامبر ۲۰۰۲  |
| ۱۷۰۱۱۹ | 2002 YY16   | ۳۱ دسامبر ۲۰۰۲  |
| ۱۷۰۱۲۰ | 2002 YR18   | ۳۱ دسامبر ۲۰۰۲  |
| ۱۷۰۱۲۱ | 2002 YE23   | ۳۱ دسامبر ۲۰۰۲  |
| ۱۷۰۱۲۲ | 2002 YU26   | ۳۱ دسامبر ۲۰۰۲  |
| ۱۷۰۱۲۳ | 2002 YV32   | ۲۷ دسامبر ۲۰۰۲  |
| ۱۷۰۱۲۴ | 2003 AE4    | ۳ ژانویه ۲۰۰۳   |
| ۱۷۰۱۲۵ | 2003 AL4    | ۴ ژانویه ۲۰۰۳   |
| ۱۷۰۱۲۶ | 2003 AT9    | ۴ ژانویه ۲۰۰۳   |
| ۱۷۰۱۲۷ | 2003 AZ12   | ۱ ژانویه ۲۰۰۳   |
| ۱۷۰۱۲۸ | 2003 AN17   | ۳ ژانویه ۲۰۰۳   |
| ۱۷۰۱۲۹ | 2003 AF19   | ۴ ژانویه ۲۰۰۳   |
| ۱۷۰۱۳۰ | 2003 AH19   | ۵ ژانویه ۲۰۰۳   |
| ۱۷۰۱۳۱ | 2003 AC26   | ۴ ژانویه ۲۰۰۳   |
| ۱۷۰۱۳۲ | 2003 AK27   | ۴ ژانویه ۲۰۰۳   |
| ۱۷۰۱۳۳ | 2003 AB36   | ۷ ژانویه ۲۰۰۳   |
| ۱۷۰۱۳۴ | 2003 AZ42   | ۵ ژانویه ۲۰۰۳   |
| ۱۷۰۱۳۵ | 2003 AH56   | ۵ ژانویه ۲۰۰۳   |
| ۱۷۰۱۳۶ | 2003 AV62   | ۸ ژانویه ۲۰۰۳   |
| ۱۷۰۱۳۷ | 2003 AP65   | ۷ ژانویه ۲۰۰۳   |
| ۱۷۰۱۳۸ | 2003 AC67   | ۷ ژانویه ۲۰۰۳   |
| ۱۷۰۱۳۹ | 2003 AM70   | ۱۰ ژانویه ۲۰۰۳  |
| ۱۷۰۱۴۰ | 2003 AQ71   | ۱۰ ژانویه ۲۰۰۳  |
| ۱۷۰۱۴۱ | 2003 AQ76   | ۱۰ ژانویه ۲۰۰۳  |
| ۱۷۰۱۴۲ | 2003 AH79   | ۱۱ ژانویه ۲۰۰۳  |
| ۱۷۰۱۴۳ | 2003 AD81   | ۱۱ ژانویه ۲۰۰۳  |
| ۱۷۰۱۴۴ | 2003 AN81   | ۱۰ ژانویه ۲۰۰۳  |
| ۱۷۰۱۴۵ | 2003 BF1    | ۲۴ ژانویه ۲۰۰۳  |
| ۱۷۰۱۴۶ | 2003 BX18   | ۲۶ ژانویه ۲۰۰۳  |
| ۱۷۰۱۴۷ | 2003 BA29   | ۲۷ ژانویه ۲۰۰۳  |
| ۱۷۰۱۴۸ | 2003 BZ48   | ۲۶ ژانویه ۲۰۰۳  |
| ۱۷۰۱۴۹ | 2003 BB49   | ۲۶ ژانویه ۲۰۰۳  |
| ۱۷۰۱۵۰ | 2003 BW88   | ۲۸ ژانویه ۲۰۰۳  |
| ۱۷۰۱۵۱ | 2003 CE1    | ۱ فوریه ۲۰۰۳    |
| ۱۷۰۱۵۲ | 2003 CU14   | ۳ فوریه ۲۰۰۳    |
| ۱۷۰۱۵۳ | 2003 CY14   | ۴ فوریه ۲۰۰۳    |
| ۱۷۰۱۵۴ | 2003 DT6    | ۲۳ فوریه ۲۰۰۳   |
| ۱۷۰۱۵۵ | 2003 DU17   | ۲۸ فوریه ۲۰۰۳   |
| ۱۷۰۱۵۶ | 2003 EC1    | ۳ مارس ۲۰۰۳     |
| ۱۷۰۱۵۷ | 2003 EV7    | ۶ مارس ۲۰۰۳     |
| ۱۷۰۱۵۸ | 2003 EJ9    | ۶ مارس ۲۰۰۳     |
| ۱۷۰۱۵۹ | 2003 EG18   | ۶ مارس ۲۰۰۳     |
| ۱۷۰۱۶۰ | 2003 EM40   | ۸ مارس ۲۰۰۳     |
| ۱۷۰۱۶۱ | 2003 EX59   | ۱۴ مارس ۲۰۰۳    |
| ۱۷۰۱۶۲ | 2003 FJ2    | ۲۳ مارس ۲۰۰۳    |
| ۱۷۰۱۶۳ | 2003 FE31   | ۲۳ مارس ۲۰۰۳    |
| ۱۷۰۱۶۴ | 2003 FS41   | ۲۵ مارس ۲۰۰۳    |
| ۱۷۰۱۶۵ | 2003 FN44   | ۲۳ مارس ۲۰۰۳    |
| ۱۷۰۱۶۶ | 2003 FC55   | ۲۵ مارس ۲۰۰۳    |
| ۱۷۰۱۶۷ | 2003 FN78   | ۲۷ مارس ۲۰۰۳    |
| ۱۷۰۱۶۸ | 2003 FF86   | ۲۸ مارس ۲۰۰۳    |
| ۱۷۰۱۶۹ | 2003 FG106  | ۲۶ مارس ۲۰۰۳    |
| ۱۷۰۱۷۰ | 2003 FY130  | ۳۱ مارس ۲۰۰۳    |
| ۱۷۰۱۷۱ | 2003 GZ16   | ۵ آوریل ۲۰۰۳    |
| ۱۷۰۱۷۲ | 2003 HV7    | ۲۴ آوریل ۲۰۰۳   |
| ۱۷۰۱۷۳ | 2003 HF38   | ۲۹ آوریل ۲۰۰۳   |
| ۱۷۰۱۷۴ | 2003 KF5    | ۲۲ مه ۲۰۰۳      |
| ۱۷۰۱۷۵ | 2003 KE9    | ۲۶ مه ۲۰۰۳      |
| ۱۷۰۱۷۶ | 2003 MU1    | ۲۱ ژوئن ۲۰۰۳    |
| ۱۷۰۱۷۷ | 2003 MX1    | ۲۲ ژوئن ۲۰۰۳    |
| ۱۷۰۱۷۸ | 2003 MR2    | ۲۵ ژوئن ۲۰۰۳    |
| ۱۷۰۱۷۹ | 2003 MR3    | ۲۵ ژوئن ۲۰۰۳    |
| ۱۷۰۱۸۰ | 2003 MP5    | ۲۶ ژوئن ۲۰۰۳    |
| ۱۷۰۱۸۱ | 2003 MS6    | ۲۶ ژوئن ۲۰۰۳    |
| ۱۷۰۱۸۲ | 2003 MR8    | ۲۸ ژوئن ۲۰۰۳    |
| ۱۷۰۱۸۳ | 2003 MB11   | ۲۶ ژوئن ۲۰۰۳    |
| ۱۷۰۱۸۴ | 2003 MV11   | ۲۷ ژوئن ۲۰۰۳    |
| ۱۷۰۱۸۵ | 2003 NY3    | ۳ ژوئیه ۲۰۰۳    |
| ۱۷۰۱۸۶ | 2003 NS6    | ۶ ژوئیه ۲۰۰۳    |
| ۱۷۰۱۸۷ | 2003 NF10   | ۳ ژوئیه ۲۰۰۳    |
| ۱۷۰۱۸۸ | 2003 OE2    | ۲۲ ژوئیه ۲۰۰۳   |
| ۱۷۰۱۸۹ | 2003 OF4    | ۲۱ ژوئیه ۲۰۰۳   |
| ۱۷۰۱۹۰ | 2003 OU4    | ۲۲ ژوئیه ۲۰۰۳   |
| ۱۷۰۱۹۱ | 2003 OY4    | ۲۲ ژوئیه ۲۰۰۳   |
| ۱۷۰۱۹۲ | 2003 OH5    | ۲۲ ژوئیه ۲۰۰۳   |
| ۱۷۰۱۹۳ | 2003 OA6    | ۲۴ ژوئیه ۲۰۰۳   |
| ۱۷۰۱۹۴ | 2003 OL7    | ۲۵ ژوئیه ۲۰۰۳   |
| ۱۷۰۱۹۵ | 2003 OP7    | ۲۵ ژوئیه ۲۰۰۳   |
| ۱۷۰۱۹۶ | 2003 OM8    | ۲۶ ژوئیه ۲۰۰۳   |
| ۱۷۰۱۹۷ | 2003 OW9    | ۲۵ ژوئیه ۲۰۰۳   |
| ۱۷۰۱۹۸ | 2003 OD10   | ۲۵ ژوئیه ۲۰۰۳   |
| ۱۷۰۱۹۹ | 2003 OV16   | ۲۶ ژوئیه ۲۰۰۳   |
| ۱۷۰۲۰۰ | 2003 OP19   | ۳۰ ژوئیه ۲۰۰۳   |
| ۱۷۰۲۰۱ | 2003 OR19   | ۳۰ ژوئیه ۲۰۰۳   |
| ۱۷۰۲۰۲ | 2003 OX22   | ۳۰ ژوئیه ۲۰۰۳   |
| ۱۷۰۲۰۳ | 2003 OX23   | ۲۴ ژوئیه ۲۰۰۳   |
| ۱۷۰۲۰۴ | 2003 OR26   | ۲۴ ژوئیه ۲۰۰۳   |
| ۱۷۰۲۰۵ | 2003 OD31   | ۳۰ ژوئیه ۲۰۰۳   |
| ۱۷۰۲۰۶ | 2003 PP5    | ۱ اوت ۲۰۰۳      |
| ۱۷۰۲۰۷ | 2003 PV5    | ۱ اوت ۲۰۰۳      |
| ۱۷۰۲۰۸ | 2003 PF8    | ۲ اوت ۲۰۰۳      |
| ۱۷۰۲۰۹ | 2003 PN8    | ۳ اوت ۲۰۰۳      |
| ۱۷۰۲۱۰ | 2003 PU8    | ۴ اوت ۲۰۰۳      |
| ۱۷۰۲۱۱ | 2003 PW8    | ۴ اوت ۲۰۰۳      |
| ۱۷۰۲۱۱ | 2003 QS     | ۱۸ اوت ۲۰۰۳     |
| ۱۷۰۲۱۳ | 2003 QX3    | ۱۸ اوت ۲۰۰۳     |
| ۱۷۰۲۱۴ | 2003 QU4    | ۲۰ اوت ۲۰۰۳     |
| ۱۷۰۲۱۵ | 2003 QV5    | ۲۰ اوت ۲۰۰۳     |
| ۱۷۰۲۱۶ | 2003 QN6    | ۱۹ اوت ۲۰۰۳     |
| ۱۷۰۲۱۷ | 2003 QK7    | ۲۱ اوت ۲۰۰۳     |
| ۱۷۰۲۱۸ | 2003 QT7    | ۲۱ اوت ۲۰۰۳     |
| ۱۷۰۲۱۹ | 2003 QG8    | ۲۰ اوت ۲۰۰۳     |
| ۱۷۰۲۲۰ | 2003 QM11   | ۲۱ اوت ۲۰۰۳     |
| ۱۷۰۲۲۱ | 2003 QC13   | ۲۲ اوت ۲۰۰۳     |
| ۱۷۰۲۲۲ | 2003 QM13   | ۲۲ اوت ۲۰۰۳     |
| ۱۷۰۲۲۳ | 2003 QB16   | ۲۰ اوت ۲۰۰۳     |
| ۱۷۰۲۲۴ | 2003 QD16   | ۲۰ اوت ۲۰۰۳     |
| ۱۷۰۲۲۵ | 2003 QY16   | ۲۱ اوت ۲۰۰۳     |
| ۱۷۰۲۲۶ | 2003 QF18   | ۲۲ اوت ۲۰۰۳     |
| ۱۷۰۲۲۷ | 2003 QL18   | ۲۲ اوت ۲۰۰۳     |
| ۱۷۰۲۲۸ | 2003 QG19   | ۲۲ اوت ۲۰۰۳     |
| ۱۷۰۲۲۹ | 2003 QC20   | ۲۲ اوت ۲۰۰۳     |
| ۱۷۰۲۳۰ | 2003 QK20   | ۲۲ اوت ۲۰۰۳     |
| ۱۷۰۲۳۱ | 2003 QB22   | ۲۰ اوت ۲۰۰۳     |
| ۱۷۰۲۳۲ | 2003 QG22   | ۲۰ اوت ۲۰۰۳     |
| ۱۷۰۲۳۳ | 2003 QP22   | ۲۰ اوت ۲۰۰۳     |
| ۱۷۰۲۳۴ | 2003 QG23   | ۲۰ اوت ۲۰۰۳     |
| ۱۷۰۲۳۵ | 2003 QW23   | ۲۱ اوت ۲۰۰۳     |
| ۱۷۰۲۳۶ | 2003 QP24   | ۲۱ اوت ۲۰۰۳     |
| ۱۷۰۲۳۷ | 2003 QF26   | ۲۲ اوت ۲۰۰۳     |
| ۱۷۰۲۳۸ | 2003 QS27   | ۲۱ اوت ۲۰۰۳     |
| ۱۷۰۲۳۹ | 2003 QN32   | ۲۱ اوت ۲۰۰۳     |
| ۱۷۰۲۴۰ | 2003 QH33   | ۲۲ اوت ۲۰۰۳     |
| ۱۷۰۲۴۱ | 2003 QM34   | ۲۲ اوت ۲۰۰۳     |
| ۱۷۰۲۴۲ | 2003 QL35   | ۲۲ اوت ۲۰۰۳     |
| ۱۷۰۲۴۳ | 2003 QG36   | ۲۲ اوت ۲۰۰۳     |
| ۱۷۰۲۴۴ | 2003 QO36   | ۲۲ اوت ۲۰۰۳     |
| ۱۷۰۲۴۵ | 2003 QF38   | ۲۲ اوت ۲۰۰۳     |
| ۱۷۰۲۴۶ | 2003 QN41   | ۲۲ اوت ۲۰۰۳     |
| ۱۷۰۲۴۷ | 2003 QN43   | ۲۲ اوت ۲۰۰۳     |
| ۱۷۰۲۴۸ | 2003 QP43   | ۲۲ اوت ۲۰۰۳     |
| ۱۷۰۲۴۹ | 2003 QH45   | ۲۳ اوت ۲۰۰۳     |
| ۱۷۰۲۵۰ | 2003 QP46   | ۲۳ اوت ۲۰۰۳     |
| ۱۷۰۲۵۱ | 2003 QQ48   | ۲۱ اوت ۲۰۰۳     |
| ۱۷۰۲۵۲ | 2003 QS50   | ۲۲ اوت ۲۰۰۳     |
| ۱۷۰۲۵۳ | 2003 QZ50   | ۲۲ اوت ۲۰۰۳     |
| ۱۷۰۲۵۴ | 2003 QV53   | ۲۳ اوت ۲۰۰۳     |
| ۱۷۰۲۵۵ | 2003 QY54   | ۲۳ اوت ۲۰۰۳     |
| ۱۷۰۲۵۶ | 2003 QZ54   | ۲۳ اوت ۲۰۰۳     |
| ۱۷۰۲۵۷ | 2003 QA55   | ۲۳ اوت ۲۰۰۳     |
| ۱۷۰۲۵۸ | 2003 QH55   | ۲۳ اوت ۲۰۰۳     |
| ۱۷۰۲۵۹ | 2003 QJ56   | ۲۳ اوت ۲۰۰۳     |
| ۱۷۰۲۶۰ | 2003 QU56   | ۲۳ اوت ۲۰۰۳     |
| ۱۷۰۲۶۱ | 2003 QW56   | ۲۳ اوت ۲۰۰۳     |
| ۱۷۰۲۶۲ | 2003 QX57   | ۲۳ اوت ۲۰۰۳     |
| ۱۷۰۲۶۳ | 2003 QJ59   | ۲۳ اوت ۲۰۰۳     |
| ۱۷۰۲۶۴ | 2003 QW65   | ۲۵ اوت ۲۰۰۳     |
| ۱۷۰۲۶۵ | 2003 QH66   | ۲۲ اوت ۲۰۰۳     |
| ۱۷۰۲۶۶ | 2003 QR72   | ۲۳ اوت ۲۰۰۳     |
| ۱۷۰۲۶۷ | 2003 QM73   | ۲۴ اوت ۲۰۰۳     |
| ۱۷۰۲۶۸ | 2003 QY73   | ۲۴ اوت ۲۰۰۳     |
| ۱۷۰۲۶۹ | 2003 QC75   | ۲۴ اوت ۲۰۰۳     |
| ۱۷۰۲۷۰ | 2003 QG77   | ۲۴ اوت ۲۰۰۳     |
| ۱۷۰۲۷۱ | 2003 QL78   | ۲۴ اوت ۲۰۰۳     |
| ۱۷۰۲۷۲ | 2003 QC84   | ۲۴ اوت ۲۰۰۳     |
| ۱۷۰۲۷۳ | 2003 QO84   | ۲۴ اوت ۲۰۰۳     |
| ۱۷۰۲۷۴ | 2003 QO85   | ۲۴ اوت ۲۰۰۳     |
| ۱۷۰۲۷۵ | 2003 QD89   | ۲۶ اوت ۲۰۰۳     |
| ۱۷۰۲۷۶ | 2003 QH92   | ۳۰ اوت ۲۰۰۳     |
| ۱۷۰۲۷۷ | 2003 QW92   | ۲۷ اوت ۲۰۰۳     |
| ۱۷۰۲۷۸ | 2003 QD99   | ۳۰ اوت ۲۰۰۳     |
| ۱۷۰۲۷۹ | 2003 QE99   | ۳۰ اوت ۲۰۰۳     |
| ۱۷۰۲۸۰ | 2003 QY104  | ۲۹ اوت ۲۰۰۳     |
| ۱۷۰۲۸۱ | 2003 QY105  | ۳۰ اوت ۲۰۰۳     |
| ۱۷۰۲۸۲ | 2003 QY106  | ۳۰ اوت ۲۰۰۳     |
| ۱۷۰۲۸۳ | 2003 QR109  | ۳۱ اوت ۲۰۰۳     |
| ۱۷۰۲۸۴ | 2003 QC114  | ۲۲ اوت ۲۰۰۳     |
| ۱۷۰۲۸۵ | 2003 QO114  | ۲۳ اوت ۲۰۰۳     |
| ۱۷۰۲۸۶ | 2003 RT6    | ۳ سپتامبر ۲۰۰۳  |
| ۱۷۰۲۸۷ | 2003 RA12   | ۱۳ سپتامبر ۲۰۰۳ |
| ۱۷۰۲۸۸ | 2003 RD13   | ۱۴ سپتامبر ۲۰۰۳ |
| ۱۷۰۲۸۹ | 2003 RV14   | ۱۴ سپتامبر ۲۰۰۳ |
| ۱۷۰۲۹۰ | 2003 RE16   | ۱۵ سپتامبر ۲۰۰۳ |
| ۱۷۰۲۹۱ | 2003 RL16   | ۱۴ سپتامبر ۲۰۰۳ |
| ۱۷۰۲۹۲ | 2003 RX19   | ۱۵ سپتامبر ۲۰۰۳ |
| ۱۷۰۲۹۳ | 2003 RM20   | ۱۵ سپتامبر ۲۰۰۳ |
| ۱۷۰۲۹۴ | 2003 RQ20   | ۱۵ سپتامبر ۲۰۰۳ |
| ۱۷۰۲۹۴ | 2003 SW     | ۱۶ سپتامبر ۲۰۰۳ |
| ۱۷۰۲۹۶ | 2003 SS7    | ۱۶ سپتامبر ۲۰۰۳ |
| ۱۷۰۲۹۷ | 2003 SL11   | ۱۶ سپتامبر ۲۰۰۳ |
| ۱۷۰۲۹۸ | 2003 SM11   | ۱۶ سپتامبر ۲۰۰۳ |
| ۱۷۰۲۹۹ | 2003 SH12   | ۱۶ سپتامبر ۲۰۰۳ |
| ۱۷۰۳۰۰ | 2003 SA14   | ۱۷ سپتامبر ۲۰۰۳ |
| ۱۷۰۳۰۱ | 2003 ST14   | ۱۷ سپتامبر ۲۰۰۳ |
| ۱۷۰۳۰۲ | 2003 SW14   | ۱۷ سپتامبر ۲۰۰۳ |
| ۱۷۰۳۰۳ | 2003 SU17   | ۱۷ سپتامبر ۲۰۰۳ |
| ۱۷۰۳۰۴ | 2003 SQ22   | ۱۶ سپتامبر ۲۰۰۳ |
| ۱۷۰۳۰۵ | 2003 SP26   | ۱۷ سپتامبر ۲۰۰۳ |
| ۱۷۰۳۰۶ | Augustzatka | ۱۸ سپتامبر ۲۰۰۳ |
| ۱۷۰۳۰۷ | 2003 SN33   | ۱۶ سپتامبر ۲۰۰۳ |
| ۱۷۰۳۰۸ | 2003 SW35   | ۱۸ سپتامبر ۲۰۰۳ |
| ۱۷۰۳۰۹ | 2003 SS36   | ۱۸ سپتامبر ۲۰۰۳ |
| ۱۷۰۳۱۰ | 2003 SM38   | ۱۶ سپتامبر ۲۰۰۳ |
| ۱۷۰۳۱۱ | 2003 SJ40   | ۱۶ سپتامبر ۲۰۰۳ |
| ۱۷۰۳۱۲ | 2003 SD43   | ۱۶ سپتامبر ۲۰۰۳ |
| ۱۷۰۳۱۳ | 2003 SU43   | ۱۶ سپتامبر ۲۰۰۳ |
| ۱۷۰۳۱۴ | 2003 SG44   | ۱۶ سپتامبر ۲۰۰۳ |
| ۱۷۰۳۱۵ | 2003 SS46   | ۱۶ سپتامبر ۲۰۰۳ |
| ۱۷۰۳۱۶ | 2003 SU49   | ۱۸ سپتامبر ۲۰۰۳ |
| ۱۷۰۳۱۷ | 2003 SW53   | ۱۶ سپتامبر ۲۰۰۳ |
| ۱۷۰۳۱۸ | 2003 SY53   | ۱۶ سپتامبر ۲۰۰۳ |
| ۱۷۰۳۱۹ | 2003 SF54   | ۱۶ سپتامبر ۲۰۰۳ |
| ۱۷۰۳۲۰ | 2003 SK67   | ۱۹ سپتامبر ۲۰۰۳ |
| ۱۷۰۳۲۱ | 2003 ST73   | ۱۸ سپتامبر ۲۰۰۳ |
| ۱۷۰۳۲۲ | 2003 SG74   | ۱۸ سپتامبر ۲۰۰۳ |
| ۱۷۰۳۲۳ | 2003 SL75   | ۱۸ سپتامبر ۲۰۰۳ |
| ۱۷۰۳۲۴ | 2003 ST75   | ۱۸ سپتامبر ۲۰۰۳ |
| ۱۷۰۳۲۵ | 2003 SA78   | ۱۹ سپتامبر ۲۰۰۳ |
| ۱۷۰۳۲۶ | 2003 SE83   | ۱۸ سپتامبر ۲۰۰۳ |
| ۱۷۰۳۲۷ | 2003 SO83   | ۱۸ سپتامبر ۲۰۰۳ |
| ۱۷۰۳۲۸ | 2003 SO87   | ۱۷ سپتامبر ۲۰۰۳ |
| ۱۷۰۳۲۹ | 2003 SY89   | ۱۸ سپتامبر ۲۰۰۳ |
| ۱۷۰۳۳۰ | 2003 SA95   | ۱۹ سپتامبر ۲۰۰۳ |
| ۱۷۰۳۳۱ | 2003 SV101  | ۲۰ سپتامبر ۲۰۰۳ |
| ۱۷۰۳۳۲ | 2003 SF103  | ۲۰ سپتامبر ۲۰۰۳ |
| ۱۷۰۳۳۳ | 2003 SJ106  | ۲۰ سپتامبر ۲۰۰۳ |
| ۱۷۰۳۳۴ | 2003 ST108  | ۲۰ سپتامبر ۲۰۰۳ |
| ۱۷۰۳۳۵ | 2003 SW108  | ۲۰ سپتامبر ۲۰۰۳ |
| ۱۷۰۳۳۶ | 2003 SF116  | ۱۶ سپتامبر ۲۰۰۳ |
| ۱۷۰۳۳۷ | 2003 SQ119  | ۱۷ سپتامبر ۲۰۰۳ |
| ۱۷۰۳۳۸ | 2003 SK122  | ۱۸ سپتامبر ۲۰۰۳ |
| ۱۷۰۳۳۹ | 2003 SZ125  | ۱۹ سپتامبر ۲۰۰۳ |
| ۱۷۰۳۴۰ | 2003 SA126  | ۱۹ سپتامبر ۲۰۰۳ |
| ۱۷۰۳۴۱ | 2003 SH137  | ۲۰ سپتامبر ۲۰۰۳ |
| ۱۷۰۳۴۲ | 2003 SM155  | ۱۹ سپتامبر ۲۰۰۳ |
| ۱۷۰۳۴۳ | 2003 SN156  | ۱۹ سپتامبر ۲۰۰۳ |
| ۱۷۰۳۴۴ | 2003 SH157  | ۱۹ سپتامبر ۲۰۰۳ |
| ۱۷۰۳۴۵ | 2003 SB160  | ۲۰ سپتامبر ۲۰۰۳ |
| ۱۷۰۳۴۶ | 2003 SJ161  | ۱۸ سپتامبر ۲۰۰۳ |
| ۱۷۰۳۴۷ | 2003 SR166  | ۲۱ سپتامبر ۲۰۰۳ |
| ۱۷۰۳۴۸ | 2003 ST168  | ۲۳ سپتامبر ۲۰۰۳ |
| ۱۷۰۳۴۹ | 2003 SW171  | ۱۸ سپتامبر ۲۰۰۳ |
| ۱۷۰۳۵۰ | 2003 SH174  | ۱۸ سپتامبر ۲۰۰۳ |
| ۱۷۰۳۵۱ | 2003 SG176  | ۱۸ سپتامبر ۲۰۰۳ |
| ۱۷۰۳۵۲ | 2003 ST176  | ۱۸ سپتامبر ۲۰۰۳ |
| ۱۷۰۳۵۳ | 2003 SO177  | ۱۸ سپتامبر ۲۰۰۳ |
| ۱۷۰۳۵۴ | 2003 SG180  | ۱۹ سپتامبر ۲۰۰۳ |
| ۱۷۰۳۵۵ | 2003 SC184  | ۲۱ سپتامبر ۲۰۰۳ |
| ۱۷۰۳۵۶ | 2003 SY186  | ۲۲ سپتامبر ۲۰۰۳ |
| ۱۷۰۳۵۷ | 2003 SZ190  | ۱۸ سپتامبر ۲۰۰۳ |
| ۱۷۰۳۵۸ | 2003 SJ191  | ۱۸ سپتامبر ۲۰۰۳ |
| ۱۷۰۳۵۹ | 2003 SH194  | ۲۰ سپتامبر ۲۰۰۳ |
| ۱۷۰۳۶۰ | 2003 SB203  | ۲۲ سپتامبر ۲۰۰۳ |
| ۱۷۰۳۶۱ | 2003 SE209  | ۲۴ سپتامبر ۲۰۰۳ |
| ۱۷۰۳۶۲ | 2003 SL209  | ۲۴ سپتامبر ۲۰۰۳ |
| ۱۷۰۳۶۳ | 2003 ST210  | ۲۳ سپتامبر ۲۰۰۳ |
| ۱۷۰۳۶۴ | 2003 SV210  | ۲۳ سپتامبر ۲۰۰۳ |
| ۱۷۰۳۶۵ | 2003 SW212  | ۲۵ سپتامبر ۲۰۰۳ |
| ۱۷۰۳۶۶ | 2003 SJ216  | ۲۶ سپتامبر ۲۰۰۳ |
| ۱۷۰۳۶۷ | 2003 SE225  | ۲۶ سپتامبر ۲۰۰۳ |
| ۱۷۰۳۶۸ | 2003 SJ230  | ۲۴ سپتامبر ۲۰۰۳ |
| ۱۷۰۳۶۹ | 2003 SC234  | ۲۵ سپتامبر ۲۰۰۳ |
| ۱۷۰۳۷۰ | 2003 SE237  | ۲۶ سپتامبر ۲۰۰۳ |
| ۱۷۰۳۷۱ | 2003 SP238  | ۲۷ سپتامبر ۲۰۰۳ |
| ۱۷۰۳۷۲ | 2003 SA244  | ۲۸ سپتامبر ۲۰۰۳ |
| ۱۷۰۳۷۳ | 2003 SX245  | ۲۶ سپتامبر ۲۰۰۳ |
| ۱۷۰۳۷۴ | 2003 SV251  | ۲۶ سپتامبر ۲۰۰۳ |
| ۱۷۰۳۷۵ | 2003 SU253  | ۲۷ سپتامبر ۲۰۰۳ |
| ۱۷۰۳۷۶ | 2003 ST260  | ۲۷ سپتامبر ۲۰۰۳ |
| ۱۷۰۳۷۷ | 2003 SC271  | ۲۵ سپتامبر ۲۰۰۳ |
| ۱۷۰۳۷۸ | 2003 SD272  | ۲۷ سپتامبر ۲۰۰۳ |
| ۱۷۰۳۷۹ | 2003 SN272  | ۲۷ سپتامبر ۲۰۰۳ |
| ۱۷۰۳۸۰ | 2003 SC274  | ۲۸ سپتامبر ۲۰۰۳ |
| ۱۷۰۳۸۱ | 2003 SD284  | ۲۰ سپتامبر ۲۰۰۳ |
| ۱۷۰۳۸۲ | 2003 SB285  | ۲۰ سپتامبر ۲۰۰۳ |
| ۱۷۰۳۸۳ | 2003 SP288  | ۲۸ سپتامبر ۲۰۰۳ |
| ۱۷۰۳۸۴ | 2003 SY288  | ۲۸ سپتامبر ۲۰۰۳ |
| ۱۷۰۳۸۵ | 2003 SN289  | ۲۸ سپتامبر ۲۰۰۳ |
| ۱۷۰۳۸۶ | 2003 SH293  | ۲۷ سپتامبر ۲۰۰۳ |
| ۱۷۰۳۸۷ | 2003 SN294  | ۲۸ سپتامبر ۲۰۰۳ |
| ۱۷۰۳۸۸ | 2003 SK295  | ۲۹ سپتامبر ۲۰۰۳ |
| ۱۷۰۳۸۹ | 2003 SD298  | ۱۸ سپتامبر ۲۰۰۳ |
| ۱۷۰۳۹۰ | 2003 SK298  | ۱۸ سپتامبر ۲۰۰۳ |
| ۱۷۰۳۹۱ | 2003 SU304  | ۱۷ سپتامبر ۲۰۰۳ |
| ۱۷۰۳۹۲ | 2003 SZ304  | ۱۷ سپتامبر ۲۰۰۳ |
| ۱۷۰۳۹۳ | 2003 SA305  | ۱۷ سپتامبر ۲۰۰۳ |
| ۱۷۰۳۹۴ | 2003 SC319  | ۲۰ سپتامبر ۲۰۰۳ |
| ۱۷۰۳۹۵ | 2003 SP319  | ۲۶ سپتامبر ۲۰۰۳ |
| ۱۷۰۳۹۶ | 2003 SW320  | ۱۸ سپتامبر ۲۰۰۳ |
| ۱۷۰۳۹۷ | 2003 TB10   | ۶ اکتبر ۲۰۰۳    |
| ۱۷۰۳۹۸ | 2003 TA14   | ۳ اکتبر ۲۰۰۳    |
| ۱۷۰۳۹۹ | 2003 TL14   | ۱۵ اکتبر ۲۰۰۳   |
| ۱۷۰۴۰۰ | 2003 TS16   | ۱۴ اکتبر ۲۰۰۳   |
| ۱۷۰۴۰۱ | 2003 TX17   | ۱۵ اکتبر ۲۰۰۳   |
| ۱۷۰۴۰۲ | 2003 TS19   | ۱۵ اکتبر ۲۰۰۳   |
| ۱۷۰۴۰۳ | 2003 TZ49   | ۳ اکتبر ۲۰۰۳    |
| ۱۷۰۴۰۴ | 2003 UQ1    | ۱۶ اکتبر ۲۰۰۳   |
| ۱۷۰۴۰۵ | 2003 UK4    | ۱۶ اکتبر ۲۰۰۳   |
| ۱۷۰۴۰۶ | 2003 UJ15   | ۱۶ اکتبر ۲۰۰۳   |
| ۱۷۰۴۰۷ | 2003 UT16   | ۱۶ اکتبر ۲۰۰۳   |
| ۱۷۰۴۰۸ | 2003 UL20   | ۱۶ اکتبر ۲۰۰۳   |
| ۱۷۰۴۰۹ | 2003 UK27   | ۲۳ اکتبر ۲۰۰۳   |
| ۱۷۰۴۱۰ | 2003 UN27   | ۲۴ اکتبر ۲۰۰۳   |
| ۱۷۰۴۱۱ | 2003 UT27   | ۲۲ اکتبر ۲۰۰۳   |
| ۱۷۰۴۱۲ | 2003 UX28   | ۲۲ اکتبر ۲۰۰۳   |
| ۱۷۰۴۱۳ | 2003 UG31   | ۱۶ اکتبر ۲۰۰۳   |
| ۱۷۰۴۱۴ | 2003 UG32   | ۱۶ اکتبر ۲۰۰۳   |
| ۱۷۰۴۱۵ | 2003 UV47   | ۲۷ اکتبر ۲۰۰۳   |
| ۱۷۰۴۱۶ | 2003 UU52   | ۱۸ اکتبر ۲۰۰۳   |
| ۱۷۰۴۱۷ | 2003 UF54   | ۱۸ اکتبر ۲۰۰۳   |
| ۱۷۰۴۱۸ | 2003 UC56   | ۱۹ اکتبر ۲۰۰۳   |
| ۱۷۰۴۱۹ | 2003 UN65   | ۱۶ اکتبر ۲۰۰۳   |
| ۱۷۰۴۲۰ | 2003 UL71   | ۱۹ اکتبر ۲۰۰۳   |
| ۱۷۰۴۲۱ | 2003 UY72   | ۱۹ اکتبر ۲۰۰۳   |
| ۱۷۰۴۲۲ | 2003 UO75   | ۱۷ اکتبر ۲۰۰۳   |
| ۱۷۰۴۲۳ | 2003 UO86   | ۱۸ اکتبر ۲۰۰۳   |
| ۱۷۰۴۲۴ | 2003 UU86   | ۱۸ اکتبر ۲۰۰۳   |
| ۱۷۰۴۲۵ | 2003 US90   | ۲۰ اکتبر ۲۰۰۳   |
| ۱۷۰۴۲۶ | 2003 UT90   | ۲۰ اکتبر ۲۰۰۳   |
| ۱۷۰۴۲۷ | 2003 UY92   | ۲۰ اکتبر ۲۰۰۳   |
| ۱۷۰۴۲۸ | 2003 UL94   | ۱۸ اکتبر ۲۰۰۳   |
| ۱۷۰۴۲۹ | 2003 UP95   | ۱۸ اکتبر ۲۰۰۳   |
| ۱۷۰۴۳۰ | 2003 UH98   | ۱۹ اکتبر ۲۰۰۳   |
| ۱۷۰۴۳۱ | 2003 UT101  | ۲۰ اکتبر ۲۰۰۳   |
| ۱۷۰۴۳۲ | 2003 UL112  | ۲۰ اکتبر ۲۰۰۳   |
| ۱۷۰۴۳۳ | 2003 UQ112  | ۲۰ اکتبر ۲۰۰۳   |
| ۱۷۰۴۳۴ | 2003 UP117  | ۲۸ اکتبر ۲۰۰۳   |
| ۱۷۰۴۳۵ | 2003 UR118  | ۱۷ اکتبر ۲۰۰۳   |
| ۱۷۰۴۳۶ | 2003 UV122  | ۱۹ اکتبر ۲۰۰۳   |
| ۱۷۰۴۳۷ | 2003 UY123  | ۲۰ اکتبر ۲۰۰۳   |
| ۱۷۰۴۳۸ | 2003 UF132  | ۱۹ اکتبر ۲۰۰۳   |
| ۱۷۰۴۳۹ | 2003 UT132  | ۱۹ اکتبر ۲۰۰۳   |
| ۱۷۰۴۴۰ | 2003 UC136  | ۲۱ اکتبر ۲۰۰۳   |
| ۱۷۰۴۴۱ | 2003 UV141  | ۱۸ اکتبر ۲۰۰۳   |
| ۱۷۰۴۴۲ | 2003 UH144  | ۱۸ اکتبر ۲۰۰۳   |
| ۱۷۰۴۴۳ | 2003 UF145  | ۱۸ اکتبر ۲۰۰۳   |
| ۱۷۰۴۴۴ | 2003 UK149  | ۲۰ اکتبر ۲۰۰۳   |
| ۱۷۰۴۴۵ | 2003 UY151  | ۲۱ اکتبر ۲۰۰۳   |
| ۱۷۰۴۴۶ | 2003 UQ152  | ۲۱ اکتبر ۲۰۰۳   |
| ۱۷۰۴۴۷ | 2003 UR152  | ۲۱ اکتبر ۲۰۰۳   |
| ۱۷۰۴۴۸ | 2003 UX163  | ۲۱ اکتبر ۲۰۰۳   |
| ۱۷۰۴۴۹ | 2003 UT165  | ۲۱ اکتبر ۲۰۰۳   |
| ۱۷۰۴۵۰ | 2003 UK170  | ۲۲ اکتبر ۲۰۰۳   |
| ۱۷۰۴۵۱ | 2003 UJ172  | ۲۰ اکتبر ۲۰۰۳   |
| ۱۷۰۴۵۲ | 2003 UQ173  | ۲۰ اکتبر ۲۰۰۳   |
| ۱۷۰۴۵۳ | 2003 UH180  | ۲۱ اکتبر ۲۰۰۳   |
| ۱۷۰۴۵۴ | 2003 UL183  | ۲۱ اکتبر ۲۰۰۳   |
| ۱۷۰۴۵۵ | 2003 UD184  | ۲۱ اکتبر ۲۰۰۳   |
| ۱۷۰۴۵۶ | 2003 UF184  | ۲۱ اکتبر ۲۰۰۳   |
| ۱۷۰۴۵۷ | 2003 UY188  | ۲۲ اکتبر ۲۰۰۳   |
| ۱۷۰۴۵۸ | 2003 UX192  | ۲۰ اکتبر ۲۰۰۳   |
| ۱۷۰۴۵۹ | 2003 UQ196  | ۲۱ اکتبر ۲۰۰۳   |
| ۱۷۰۴۶۰ | 2003 UG206  | ۲۲ اکتبر ۲۰۰۳   |
| ۱۷۰۴۶۱ | 2003 UO206  | ۲۲ اکتبر ۲۰۰۳   |
| ۱۷۰۴۶۲ | 2003 US206  | ۲۲ اکتبر ۲۰۰۳   |
| ۱۷۰۴۶۳ | 2003 UD207  | ۲۲ اکتبر ۲۰۰۳   |
| ۱۷۰۴۶۴ | 2003 UE209  | ۲۳ اکتبر ۲۰۰۳   |
| ۱۷۰۴۶۵ | 2003 UE211  | ۲۳ اکتبر ۲۰۰۳   |
| ۱۷۰۴۶۶ | 2003 UL212  | ۲۳ اکتبر ۲۰۰۳   |
| ۱۷۰۴۶۷ | 2003 UE220  | ۲۱ اکتبر ۲۰۰۳   |
| ۱۷۰۴۶۸ | 2003 UY227  | ۲۳ اکتبر ۲۰۰۳   |
| ۱۷۰۴۶۹ | 2003 UC234  | ۲۴ اکتبر ۲۰۰۳   |
| ۱۷۰۴۷۰ | 2003 UU236  | ۲۳ اکتبر ۲۰۰۳   |
| ۱۷۰۴۷۱ | 2003 UJ237  | ۲۳ اکتبر ۲۰۰۳   |
| ۱۷۰۴۷۲ | 2003 UF239  | ۲۴ اکتبر ۲۰۰۳   |
| ۱۷۰۴۷۳ | 2003 UM242  | ۲۴ اکتبر ۲۰۰۳   |
| ۱۷۰۴۷۴ | 2003 UH244  | ۲۴ اکتبر ۲۰۰۳   |
| ۱۷۰۴۷۵ | 2003 UV252  | ۲۶ اکتبر ۲۰۰۳   |
| ۱۷۰۴۷۶ | 2003 UZ252  | ۲۶ اکتبر ۲۰۰۳   |
| ۱۷۰۴۷۷ | 2003 UF259  | ۲۵ اکتبر ۲۰۰۳   |
| ۱۷۰۴۷۸ | 2003 UZ260  | ۲۶ اکتبر ۲۰۰۳   |
| ۱۷۰۴۷۹ | 2003 UY261  | ۲۶ اکتبر ۲۰۰۳   |
| ۱۷۰۴۸۰ | 2003 UC266  | ۲۸ اکتبر ۲۰۰۳   |
| ۱۷۰۴۸۱ | 2003 UH268  | ۲۸ اکتبر ۲۰۰۳   |
| ۱۷۰۴۸۲ | 2003 UC269  | ۲۸ اکتبر ۲۰۰۳   |
| ۱۷۰۴۸۳ | 2003 UU271  | ۲۸ اکتبر ۲۰۰۳   |
| ۱۷۰۴۸۴ | 2003 UN272  | ۲۹ اکتبر ۲۰۰۳   |
| ۱۷۰۴۸۵ | 2003 UC277  | ۳۰ اکتبر ۲۰۰۳   |
| ۱۷۰۴۸۶ | 2003 UE281  | ۲۸ اکتبر ۲۰۰۳   |
| ۱۷۰۴۸۷ | 2003 UE285  | ۲۲ اکتبر ۲۰۰۳   |
| ۱۷۰۴۸۸ | 2003 UQ287  | ۲۱ اکتبر ۲۰۰۳   |
| ۱۷۰۴۸۹ | 2003 UG298  | ۱۶ اکتبر ۲۰۰۳   |
| ۱۷۰۴۹۰ | 2003 UZ300  | ۱۷ اکتبر ۲۰۰۳   |
| ۱۷۰۴۹۱ | 2003 UJ310  | ۲۱ اکتبر ۲۰۰۳   |
| ۱۷۰۴۹۲ | 2003 UJ314  | ۱۸ اکتبر ۲۰۰۳   |
| ۱۷۰۴۹۳ | 2003 UY314  | ۲۱ اکتبر ۲۰۰۳   |
| ۱۷۰۴۹۴ | 2003 VE4    | ۱۴ نوامبر ۲۰۰۳  |
| ۱۷۰۴۹۵ | 2003 VQ7    | ۱۵ نوامبر ۲۰۰۳  |
| ۱۷۰۴۹۶ | 2003 VK8    | ۱۵ نوامبر ۲۰۰۳  |
| ۱۷۰۴۹۷ | 2003 WE2    | ۱۶ نوامبر ۲۰۰۳  |
| ۱۷۰۴۹۸ | 2003 WW5    | ۱۸ نوامبر ۲۰۰۳  |
| ۱۷۰۴۹۹ | 2003 WY5    | ۱۸ نوامبر ۲۰۰۳  |
| ۱۷۰۵۰۰ | 2003 WJ6    | ۱۶ نوامبر ۲۰۰۳  |
| ۱۷۰۵۰۱ | 2003 WS6    | ۱۸ نوامبر ۲۰۰۳  |
| ۱۷۰۵۰۲ | 2003 WM7    | ۱۸ نوامبر ۲۰۰۳  |
| ۱۷۰۵۰۳ | 2003 WU10   | ۱۸ نوامبر ۲۰۰۳  |
| ۱۷۰۵۰۴ | 2003 WF14   | ۱۶ نوامبر ۲۰۰۳  |
| ۱۷۰۵۰۵ | 2003 WW15   | ۱۶ نوامبر ۲۰۰۳  |
| ۱۷۰۵۰۶ | 2003 WC16   | ۱۶ نوامبر ۲۰۰۳  |
| ۱۷۰۵۰۷ | 2003 WO21   | ۱۹ نوامبر ۲۰۰۳  |
| ۱۷۰۵۰۸ | 2003 WC32   | ۱۸ نوامبر ۲۰۰۳  |
| ۱۷۰۵۰۹ | 2003 WG32   | ۱۸ نوامبر ۲۰۰۳  |
| ۱۷۰۵۱۰ | 2003 WS34   | ۱۹ نوامبر ۲۰۰۳  |
| ۱۷۰۵۱۱ | 2003 WX34   | ۱۹ نوامبر ۲۰۰۳  |
| ۱۷۰۵۱۲ | 2003 WH54   | ۲۰ نوامبر ۲۰۰۳  |
| ۱۷۰۵۱۳ | 2003 WW54   | ۲۰ نوامبر ۲۰۰۳  |
| ۱۷۰۵۱۴ | 2003 WK56   | ۲۰ نوامبر ۲۰۰۳  |
| ۱۷۰۵۱۵ | 2003 WO57   | ۱۸ نوامبر ۲۰۰۳  |
| ۱۷۰۵۱۶ | 2003 WF58   | ۱۸ نوامبر ۲۰۰۳  |
| ۱۷۰۵۱۷ | 2003 WM59   | ۱۸ نوامبر ۲۰۰۳  |
| ۱۷۰۵۱۸ | 2003 WW60   | ۱۹ نوامبر ۲۰۰۳  |
| ۱۷۰۵۱۹ | 2003 WM62   | ۱۹ نوامبر ۲۰۰۳  |
| ۱۷۰۵۲۰ | 2003 WQ73   | ۲۰ نوامبر ۲۰۰۳  |
| ۱۷۰۵۲۱ | 2003 WS74   | ۲۰ نوامبر ۲۰۰۳  |
| ۱۷۰۵۲۲ | 2003 WX74   | ۲۰ نوامبر ۲۰۰۳  |
| ۱۷۰۵۲۳ | 2003 WB77   | ۱۹ نوامبر ۲۰۰۳  |
| ۱۷۰۵۲۴ | 2003 WL78   | ۲۰ نوامبر ۲۰۰۳  |
| ۱۷۰۵۲۵ | 2003 WQ85   | ۲۰ نوامبر ۲۰۰۳  |
| ۱۷۰۵۲۶ | 2003 WB89   | ۱۶ نوامبر ۲۰۰۳  |
| ۱۷۰۵۲۷ | 2003 WD89   | ۱۶ نوامبر ۲۰۰۳  |
| ۱۷۰۵۲۸ | 2003 WQ90   | ۱۸ نوامبر ۲۰۰۳  |
| ۱۷۰۵۲۹ | 2003 WF94   | ۱۹ نوامبر ۲۰۰۳  |
| ۱۷۰۵۳۰ | 2003 WR95   | ۱۹ نوامبر ۲۰۰۳  |
| ۱۷۰۵۳۱ | 2003 WF96   | ۱۹ نوامبر ۲۰۰۳  |
| ۱۷۰۵۳۲ | 2003 WK96   | ۱۹ نوامبر ۲۰۰۳  |
| ۱۷۰۵۳۳ | 2003 WW96   | ۱۹ نوامبر ۲۰۰۳  |
| ۱۷۰۵۳۴ | 2003 WJ101  | ۲۱ نوامبر ۲۰۰۳  |
| ۱۷۰۵۳۵ | 2003 WR103  | ۲۱ نوامبر ۲۰۰۳  |
| ۱۷۰۵۳۶ | 2003 WJ108  | ۲۰ نوامبر ۲۰۰۳  |
| ۱۷۰۵۳۷ | 2003 WA111  | ۲۰ نوامبر ۲۰۰۳  |
| ۱۷۰۵۳۸ | 2003 WX112  | ۲۰ نوامبر ۲۰۰۳  |
| ۱۷۰۵۳۹ | 2003 WJ114  | ۲۰ نوامبر ۲۰۰۳  |
| ۱۷۰۵۴۰ | 2003 WL114  | ۲۰ نوامبر ۲۰۰۳  |
| ۱۷۰۵۴۱ | 2003 WV115  | ۲۰ نوامبر ۲۰۰۳  |
| ۱۷۰۵۴۲ | 2003 WZ116  | ۲۰ نوامبر ۲۰۰۳  |
| ۱۷۰۵۴۳ | 2003 WM120  | ۲۰ نوامبر ۲۰۰۳  |
| ۱۷۰۵۴۴ | 2003 WV121  | ۲۰ نوامبر ۲۰۰۳  |
| ۱۷۰۵۴۵ | 2003 WR122  | ۲۰ نوامبر ۲۰۰۳  |
| ۱۷۰۵۴۶ | 2003 WL124  | ۲۰ نوامبر ۲۰۰۳  |
| ۱۷۰۵۴۷ | 2003 WL127  | ۲۰ نوامبر ۲۰۰۳  |
| ۱۷۰۵۴۸ | 2003 WZ127  | ۲۰ نوامبر ۲۰۰۳  |
| ۱۷۰۵۴۹ | 2003 WU129  | ۲۱ نوامبر ۲۰۰۳  |
| ۱۷۰۵۵۰ | 2003 WJ130  | ۲۱ نوامبر ۲۰۰۳  |
| ۱۷۰۵۵۱ | 2003 WW132  | ۲۱ نوامبر ۲۰۰۳  |
| ۱۷۰۵۵۲ | 2003 WR135  | ۲۱ نوامبر ۲۰۰۳  |
| ۱۷۰۵۵۳ | 2003 WF136  | ۲۱ نوامبر ۲۰۰۳  |
| ۱۷۰۵۵۴ | 2003 WZ136  | ۲۱ نوامبر ۲۰۰۳  |
| ۱۷۰۵۵۵ | 2003 WS138  | ۲۱ نوامبر ۲۰۰۳  |
| ۱۷۰۵۵۶ | 2003 WQ141  | ۲۱ نوامبر ۲۰۰۳  |
| ۱۷۰۵۵۷ | 2003 WE147  | ۲۳ نوامبر ۲۰۰۳  |
| ۱۷۰۵۵۸ | 2003 WY147  | ۲۳ نوامبر ۲۰۰۳  |
| ۱۷۰۵۵۹ | 2003 WJ148  | ۲۴ نوامبر ۲۰۰۳  |
| ۱۷۰۵۶۰ | 2003 WH150  | ۲۴ نوامبر ۲۰۰۳  |
| ۱۷۰۵۶۱ | 2003 WA152  | ۲۶ نوامبر ۲۰۰۳  |
| ۱۷۰۵۶۲ | 2003 WG154  | ۲۶ نوامبر ۲۰۰۳  |
| ۱۷۰۵۶۳ | 2003 WO160  | ۳۰ نوامبر ۲۰۰۳  |
| ۱۷۰۵۶۴ | 2003 WW165  | ۳۰ نوامبر ۲۰۰۳  |
| ۱۷۰۵۶۵ | 2003 WO169  | ۱۹ نوامبر ۲۰۰۳  |
| ۱۷۰۵۶۶ | 2003 WG171  | ۲۳ نوامبر ۲۰۰۳  |
| ۱۷۰۵۶۷ | 2003 WM174  | ۱۹ نوامبر ۲۰۰۳  |
| ۱۷۰۵۶۸ | 2003 WM190  | ۲۶ نوامبر ۲۰۰۳  |
| ۱۷۰۵۶۹ | 2003 WQ192  | ۲۴ نوامبر ۲۰۰۳  |
| ۱۷۰۵۷۰ | 2003 XT2    | ۱ دسامبر ۲۰۰۳   |
| ۱۷۰۵۷۱ | 2003 XB4    | ۱ دسامبر ۲۰۰۳   |
| ۱۷۰۵۷۲ | 2003 XR5    | ۳ دسامبر ۲۰۰۳   |
| ۱۷۰۵۷۳ | 2003 XN6    | ۳ دسامبر ۲۰۰۳   |
| ۱۷۰۵۷۴ | 2003 XA7    | ۳ دسامبر ۲۰۰۳   |
| ۱۷۰۵۷۵ | 2003 XM9    | ۴ دسامبر ۲۰۰۳   |
| ۱۷۰۵۷۶ | 2003 XE10   | ۴ دسامبر ۲۰۰۳   |
| ۱۷۰۵۷۷ | 2003 XQ11   | ۳ دسامبر ۲۰۰۳   |
| ۱۷۰۵۷۸ | 2003 XU13   | ۱۴ دسامبر ۲۰۰۳  |
| ۱۷۰۵۷۹ | 2003 XC15   | ۱ دسامبر ۲۰۰۳   |
| ۱۷۰۵۸۰ | 2003 XM15   | ۱۵ دسامبر ۲۰۰۳  |
| ۱۷۰۵۸۱ | 2003 XC18   | ۱۴ دسامبر ۲۰۰۳  |
| ۱۷۰۵۸۲ | 2003 XN19   | ۱۳ دسامبر ۲۰۰۳  |
| ۱۷۰۵۸۳ | 2003 XO20   | ۱۴ دسامبر ۲۰۰۳  |
| ۱۷۰۵۸۴ | 2003 XA22   | ۱۴ دسامبر ۲۰۰۳  |
| ۱۷۰۵۸۵ | 2003 XC24   | ۱ دسامبر ۲۰۰۳   |
| ۱۷۰۵۸۶ | 2003 XF25   | ۱ دسامبر ۲۰۰۳   |
| ۱۷۰۵۸۷ | 2003 XZ29   | ۱ دسامبر ۲۰۰۳   |
| ۱۷۰۵۸۸ | 2003 XJ38   | ۴ دسامبر ۲۰۰۳   |
| ۱۷۰۵۸۹ | 2003 XL40   | ۱۴ دسامبر ۲۰۰۳  |
| ۱۷۰۵۹۰ | 2003 XL43   | ۱ دسامبر ۲۰۰۳   |
| ۱۷۰۵۹۱ | 2003 YK1    | ۱۷ دسامبر ۲۰۰۳  |
| ۱۷۰۵۹۲ | 2003 YB3    | ۱۶ دسامبر ۲۰۰۳  |
| ۱۷۰۵۹۳ | 2003 YK14   | ۱۷ دسامبر ۲۰۰۳  |
| ۱۷۰۵۹۴ | 2003 YN14   | ۱۷ دسامبر ۲۰۰۳  |
| ۱۷۰۵۹۵ | 2003 YT14   | ۱۷ دسامبر ۲۰۰۳  |
| ۱۷۰۵۹۶ | 2003 YU19   | ۱۷ دسامبر ۲۰۰۳  |
| ۱۷۰۵۹۷ | 2003 YA20   | ۱۷ دسامبر ۲۰۰۳  |
| ۱۷۰۵۹۸ | 2003 YG20   | ۱۷ دسامبر ۲۰۰۳  |
| ۱۷۰۵۹۹ | 2003 YT23   | ۱۷ دسامبر ۲۰۰۳  |
| ۱۷۰۶۰۰ | 2003 YF25   | ۱۸ دسامبر ۲۰۰۳  |
| ۱۷۰۶۰۱ | 2003 YC26   | ۱۸ دسامبر ۲۰۰۳  |
| ۱۷۰۶۰۲ | 2003 YN26   | ۱۸ دسامبر ۲۰۰۳  |
| ۱۷۰۶۰۳ | 2003 YC29   | ۱۷ دسامبر ۲۰۰۳  |
| ۱۷۰۶۰۴ | 2003 YC30   | ۱۸ دسامبر ۲۰۰۳  |
| ۱۷۰۶۰۵ | 2003 YW30   | ۱۸ دسامبر ۲۰۰۳  |
| ۱۷۰۶۰۶ | 2003 YG33   | ۱۶ دسامبر ۲۰۰۳  |
| ۱۷۰۶۰۷ | 2003 YT38   | ۱۹ دسامبر ۲۰۰۳  |
| ۱۷۰۶۰۸ | 2003 YR39   | ۱۹ دسامبر ۲۰۰۳  |
| ۱۷۰۶۰۹ | 2003 YV41   | ۱۹ دسامبر ۲۰۰۳  |
| ۱۷۰۶۱۰ | 2003 YG44   | ۱۹ دسامبر ۲۰۰۳  |
| ۱۷۰۶۱۱ | 2003 YT46   | ۱۷ دسامبر ۲۰۰۳  |
| ۱۷۰۶۱۲ | 2003 YX46   | ۱۷ دسامبر ۲۰۰۳  |
| ۱۷۰۶۱۳ | 2003 YS47   | ۱۸ دسامبر ۲۰۰۳  |
| ۱۷۰۶۱۴ | 2003 YU47   | ۱۸ دسامبر ۲۰۰۳  |
| ۱۷۰۶۱۵ | 2003 YT49   | ۱۸ دسامبر ۲۰۰۳  |
| ۱۷۰۶۱۶ | 2003 YG50   | ۱۸ دسامبر ۲۰۰۳  |
| ۱۷۰۶۱۷ | 2003 YW50   | ۱۸ دسامبر ۲۰۰۳  |
| ۱۷۰۶۱۸ | 2003 YX50   | ۱۸ دسامبر ۲۰۰۳  |
| ۱۷۰۶۱۹ | 2003 YC51   | ۱۸ دسامبر ۲۰۰۳  |
| ۱۷۰۶۲۰ | 2003 YP51   | ۱۸ دسامبر ۲۰۰۳  |
| ۱۷۰۶۲۱ | 2003 YX51   | ۱۸ دسامبر ۲۰۰۳  |
| ۱۷۰۶۲۲ | 2003 YJ55   | ۱۹ دسامبر ۲۰۰۳  |
| ۱۷۰۶۲۳ | 2003 YJ57   | ۱۹ دسامبر ۲۰۰۳  |
| ۱۷۰۶۲۴ | 2003 YK58   | ۱۹ دسامبر ۲۰۰۳  |
| ۱۷۰۶۲۵ | 2003 YN61   | ۱۹ دسامبر ۲۰۰۳  |
| ۱۷۰۶۲۶ | 2003 YD62   | ۱۹ دسامبر ۲۰۰۳  |
| ۱۷۰۶۲۷ | 2003 YV62   | ۱۹ دسامبر ۲۰۰۳  |
| ۱۷۰۶۲۸ | 2003 YL65   | ۱۹ دسامبر ۲۰۰۳  |
| ۱۷۰۶۲۹ | 2003 YX65   | ۲۰ دسامبر ۲۰۰۳  |
| ۱۷۰۶۳۰ | 2003 YQ68   | ۱۹ دسامبر ۲۰۰۳  |
| ۱۷۰۶۳۱ | 2003 YX69   | ۲۱ دسامبر ۲۰۰۳  |
| ۱۷۰۶۳۲ | 2003 YK70   | ۲۱ دسامبر ۲۰۰۳  |
| ۱۷۰۶۳۳ | 2003 YT71   | ۱۸ دسامبر ۲۰۰۳  |
| ۱۷۰۶۳۴ | 2003 YE72   | ۱۸ دسامبر ۲۰۰۳  |
| ۱۷۰۶۳۵ | 2003 YC74   | ۱۸ دسامبر ۲۰۰۳  |
| ۱۷۰۶۳۶ | 2003 YV75   | ۱۸ دسامبر ۲۰۰۳  |
| ۱۷۰۶۳۷ | 2003 YA79   | ۱۸ دسامبر ۲۰۰۳  |
| ۱۷۰۶۳۸ | 2003 YP80   | ۱۸ دسامبر ۲۰۰۳  |
| ۱۷۰۶۳۹ | 2003 YQ89   | ۱۹ دسامبر ۲۰۰۳  |
| ۱۷۰۶۴۰ | 2003 YO92   | ۲۱ دسامبر ۲۰۰۳  |
| ۱۷۰۶۴۱ | 2003 YF94   | ۲۱ دسامبر ۲۰۰۳  |
| ۱۷۰۶۴۲ | 2003 YX95   | ۱۹ دسامبر ۲۰۰۳  |
| ۱۷۰۶۴۳ | 2003 YN98   | ۱۹ دسامبر ۲۰۰۳  |
| ۱۷۰۶۴۴ | 2003 YW107  | ۲۵ دسامبر ۲۰۰۳  |
| ۱۷۰۶۴۵ | 2003 YU108  | ۲۲ دسامبر ۲۰۰۳  |
| ۱۷۰۶۴۶ | 2003 YB112  | ۲۳ دسامبر ۲۰۰۳  |
| ۱۷۰۶۴۷ | 2003 YA113  | ۲۳ دسامبر ۲۰۰۳  |
| ۱۷۰۶۴۸ | 2003 YA114  | ۲۴ دسامبر ۲۰۰۳  |
| ۱۷۰۶۴۹ | 2003 YC114  | ۲۵ دسامبر ۲۰۰۳  |
| ۱۷۰۶۵۰ | 2003 YR114  | ۲۵ دسامبر ۲۰۰۳  |
| ۱۷۰۶۵۱ | 2003 YT114  | ۲۵ دسامبر ۲۰۰۳  |
| ۱۷۰۶۵۲ | 2003 YJ116  | ۲۷ دسامبر ۲۰۰۳  |
| ۱۷۰۶۵۳ | 2003 YG119  | ۲۷ دسامبر ۲۰۰۳  |
| ۱۷۰۶۵۴ | 2003 YT128  | ۲۷ دسامبر ۲۰۰۳  |
| ۱۷۰۶۵۵ | 2003 YD129  | ۲۷ دسامبر ۲۰۰۳  |
| ۱۷۰۶۵۶ | 2003 YR130  | ۲۸ دسامبر ۲۰۰۳  |
| ۱۷۰۶۵۷ | 2003 YO132  | ۲۸ دسامبر ۲۰۰۳  |
| ۱۷۰۶۵۸ | 2003 YJ134  | ۲۸ دسامبر ۲۰۰۳  |
| ۱۷۰۶۵۹ | 2003 YL135  | ۲۸ دسامبر ۲۰۰۳  |
| ۱۷۰۶۶۰ | 2003 YS137  | ۲۷ دسامبر ۲۰۰۳  |
| ۱۷۰۶۶۱ | 2003 YV137  | ۲۷ دسامبر ۲۰۰۳  |
| ۱۷۰۶۶۲ | 2003 YD141  | ۲۸ دسامبر ۲۰۰۳  |
| ۱۷۰۶۶۳ | 2003 YF145  | ۲۸ دسامبر ۲۰۰۳  |
| ۱۷۰۶۶۴ | 2003 YT145  | ۲۸ دسامبر ۲۰۰۳  |
| ۱۷۰۶۶۵ | 2003 YU147  | ۲۹ دسامبر ۲۰۰۳  |
| ۱۷۰۶۶۶ | 2003 YV151  | ۲۹ دسامبر ۲۰۰۳  |
| ۱۷۰۶۶۷ | 2003 YR152  | ۲۹ دسامبر ۲۰۰۳  |
| ۱۷۰۶۶۸ | 2003 YU155  | ۲۶ دسامبر ۲۰۰۳  |
| ۱۷۰۶۶۹ | 2003 YH158  | ۱۷ دسامبر ۲۰۰۳  |
| ۱۷۰۶۷۰ | 2003 YP166  | ۱۷ دسامبر ۲۰۰۳  |
| ۱۷۰۶۷۱ | 2003 YX168  | ۱۸ دسامبر ۲۰۰۳  |
| ۱۷۰۶۷۲ | 2003 YT170  | ۱۸ دسامبر ۲۰۰۳  |
| ۱۷۰۶۷۳ | 2003 YG174  | ۱۹ دسامبر ۲۰۰۳  |
| ۱۷۰۶۷۴ | 2003 YM174  | ۱۹ دسامبر ۲۰۰۳  |
| ۱۷۰۶۷۵ | 2003 YS174  | ۱۹ دسامبر ۲۰۰۳  |
| ۱۷۰۶۷۶ | 2003 YE180  | ۱۸ دسامبر ۲۰۰۳  |
| ۱۷۰۶۷۷ | 2003 YP180  | ۲۸ دسامبر ۲۰۰۳  |
| ۱۷۰۶۷۸ | 2003 YQ180  | ۲۸ دسامبر ۲۰۰۳  |
| ۱۷۰۶۷۹ | 2004 AE1    | ۷ ژانویه ۲۰۰۴   |
| ۱۷۰۶۸۰ | 2004 AX1    | ۱۳ ژانویه ۲۰۰۴  |
| ۱۷۰۶۸۱ | 2004 AF3    | ۱۳ ژانویه ۲۰۰۴  |
| ۱۷۰۶۸۲ | 2004 AM3    | ۱۳ ژانویه ۲۰۰۴  |
| ۱۷۰۶۸۳ | 2004 AO4    | ۱۳ ژانویه ۲۰۰۴  |
| ۱۷۰۶۸۴ | 2004 AO5    | ۱۳ ژانویه ۲۰۰۴  |
| ۱۷۰۶۸۵ | 2004 AS8    | ۱۴ ژانویه ۲۰۰۴  |
| ۱۷۰۶۸۶ | 2004 AK24   | ۱۵ ژانویه ۲۰۰۴  |
| ۱۷۰۶۸۷ | 2004 AV24   | ۱۵ ژانویه ۲۰۰۴  |
| ۱۷۰۶۸۸ | 2004 BJ1    | ۱۶ ژانویه ۲۰۰۴  |
| ۱۷۰۶۸۹ | 2004 BN2    | ۱۶ ژانویه ۲۰۰۴  |
| ۱۷۰۶۹۰ | 2004 BX3    | ۱۶ ژانویه ۲۰۰۴  |
| ۱۷۰۶۹۱ | 2004 BN4    | ۱۶ ژانویه ۲۰۰۴  |
| ۱۷۰۶۹۲ | 2004 BV9    | ۱۶ ژانویه ۲۰۰۴  |
| ۱۷۰۶۹۳ | 2004 BR10   | ۱۷ ژانویه ۲۰۰۴  |
| ۱۷۰۶۹۴ | 2004 BW14   | ۱۶ ژانویه ۲۰۰۴  |
| ۱۷۰۶۹۵ | 2004 BB16   | ۱۸ ژانویه ۲۰۰۴  |
| ۱۷۰۶۹۶ | 2004 BY18   | ۱۸ ژانویه ۲۰۰۴  |
| ۱۷۰۶۹۷ | 2004 BT20   | ۱۶ ژانویه ۲۰۰۴  |
| ۱۷۰۶۹۸ | 2004 BD23   | ۱۷ ژانویه ۲۰۰۴  |
| ۱۷۰۶۹۹ | 2004 BL23   | ۱۸ ژانویه ۲۰۰۴  |
| ۱۷۰۷۰۰ | 2004 BY23   | ۱۹ ژانویه ۲۰۰۴  |
| ۱۷۰۷۰۱ | 2004 BX24   | ۱۹ ژانویه ۲۰۰۴  |
| ۱۷۰۷۰۲ | 2004 BJ25   | ۱۹ ژانویه ۲۰۰۴  |
| ۱۷۰۷۰۳ | 2004 BB26   | ۱۸ ژانویه ۲۰۰۴  |
| ۱۷۰۷۰۴ | 2004 BP29   | ۱۸ ژانویه ۲۰۰۴  |
| ۱۷۰۷۰۵ | 2004 BC30   | ۱۸ ژانویه ۲۰۰۴  |
| ۱۷۰۷۰۶ | 2004 BA31   | ۱۸ ژانویه ۲۰۰۴  |
| ۱۷۰۷۰۷ | 2004 BU31   | ۱۹ ژانویه ۲۰۰۴  |
| ۱۷۰۷۰۸ | 2004 BD32   | ۱۹ ژانویه ۲۰۰۴  |
| ۱۷۰۷۰۹ | 2004 BJ37   | ۱۹ ژانویه ۲۰۰۴  |
| ۱۷۰۷۱۰ | 2004 BC38   | ۱۹ ژانویه ۲۰۰۴  |
| ۱۷۰۷۱۱ | 2004 BD40   | ۲۱ ژانویه ۲۰۰۴  |
| ۱۷۰۷۱۲ | 2004 BV42   | ۱۹ ژانویه ۲۰۰۴  |
| ۱۷۰۷۱۳ | 2004 BK43   | ۲۲ ژانویه ۲۰۰۴  |
| ۱۷۰۷۱۴ | 2004 BU43   | ۲۲ ژانویه ۲۰۰۴  |
| ۱۷۰۷۱۵ | 2004 BQ46   | ۲۱ ژانویه ۲۰۰۴  |
| ۱۷۰۷۱۶ | 2004 BF48   | ۲۱ ژانویه ۲۰۰۴  |
| ۱۷۰۷۱۷ | 2004 BH48   | ۲۱ ژانویه ۲۰۰۴  |
| ۱۷۰۷۱۸ | 2004 BM48   | ۲۱ ژانویه ۲۰۰۴  |
| ۱۷۰۷۱۹ | 2004 BY49   | ۲۱ ژانویه ۲۰۰۴  |
| ۱۷۰۷۲۰ | 2004 BF50   | ۲۱ ژانویه ۲۰۰۴  |
| ۱۷۰۷۲۱ | 2004 BS50   | ۲۱ ژانویه ۲۰۰۴  |
| ۱۷۰۷۲۲ | 2004 BJ55   | ۲۲ ژانویه ۲۰۰۴  |
| ۱۷۰۷۲۳ | 2004 BQ57   | ۲۳ ژانویه ۲۰۰۴  |
| ۱۷۰۷۲۴ | 2004 BH59   | ۲۴ ژانویه ۲۰۰۴  |
| ۱۷۰۷۲۵ | 2004 BB72   | ۲۳ ژانویه ۲۰۰۴  |
| ۱۷۰۷۲۶ | 2004 BN73   | ۲۴ ژانویه ۲۰۰۴  |
| ۱۷۰۷۲۷ | 2004 BU73   | ۲۴ ژانویه ۲۰۰۴  |
| ۱۷۰۷۲۸ | 2004 BG74   | ۲۴ ژانویه ۲۰۰۴  |
| ۱۷۰۷۲۹ | 2004 BR75   | ۲۳ ژانویه ۲۰۰۴  |
| ۱۷۰۷۳۰ | 2004 BO79   | ۲۲ ژانویه ۲۰۰۴  |
| ۱۷۰۷۳۱ | 2004 BK83   | ۲۸ ژانویه ۲۰۰۴  |
| ۱۷۰۷۳۲ | 2004 BC90   | ۲۳ ژانویه ۲۰۰۴  |
| ۱۷۰۷۳۳ | 2004 BL90   | ۲۴ ژانویه ۲۰۰۴  |
| ۱۷۰۷۳۴ | 2004 BO91   | ۲۴ ژانویه ۲۰۰۴  |
| ۱۷۰۷۳۵ | 2004 BO92   | ۲۷ ژانویه ۲۰۰۴  |
| ۱۷۰۷۳۶ | 2004 BV92   | ۲۷ ژانویه ۲۰۰۴  |
| ۱۷۰۷۳۷ | 2004 BC95   | ۲۸ ژانویه ۲۰۰۴  |
| ۱۷۰۷۳۸ | 2004 BM98   | ۲۷ ژانویه ۲۰۰۴  |
| ۱۷۰۷۳۹ | 2004 BU103  | ۲۳ ژانویه ۲۰۰۴  |
| ۱۷۰۷۴۰ | 2004 BE105  | ۲۴ ژانویه ۲۰۰۴  |
| ۱۷۰۷۴۱ | 2004 BM105  | ۲۴ ژانویه ۲۰۰۴  |
| ۱۷۰۷۴۲ | 2004 BF106  | ۲۶ ژانویه ۲۰۰۴  |
| ۱۷۰۷۴۳ | 2004 BZ106  | ۲۷ ژانویه ۲۰۰۴  |
| ۱۷۰۷۴۴ | 2004 BH107  | ۲۸ ژانویه ۲۰۰۴  |
| ۱۷۰۷۴۵ | 2004 BR113  | ۲۸ ژانویه ۲۰۰۴  |
| ۱۷۰۷۴۶ | 2004 BW116  | ۲۸ ژانویه ۲۰۰۴  |
| ۱۷۰۷۴۷ | 2004 BV125  | ۱۶ ژانویه ۲۰۰۴  |
| ۱۷۰۷۴۸ | 2004 BC131  | ۱۶ ژانویه ۲۰۰۴  |
| ۱۷۰۷۴۹ | 2004 BT139  | ۱۹ ژانویه ۲۰۰۴  |
| ۱۷۰۷۵۰ | 2004 BR147  | ۱۶ ژانویه ۲۰۰۴  |
| ۱۷۰۷۵۱ | 2004 BC163  | ۳۱ ژانویه ۲۰۰۴  |
| ۱۷۰۷۵۲ | 2004 CX1    | ۱۱ فوریه ۲۰۰۴   |
| ۱۷۰۷۵۳ | 2004 CW4    | ۱۰ فوریه ۲۰۰۴   |
| ۱۷۰۷۵۴ | 2004 CF8    | ۱۰ فوریه ۲۰۰۴   |
| ۱۷۰۷۵۵ | 2004 CF17   | ۱۱ فوریه ۲۰۰۴   |
| ۱۷۰۷۵۶ | 2004 CS18   | ۱۰ فوریه ۲۰۰۴   |
| ۱۷۰۷۵۷ | 2004 CH19   | ۱۱ فوریه ۲۰۰۴   |
| ۱۷۰۷۵۸ | 2004 CA24   | ۱۲ فوریه ۲۰۰۴   |
| ۱۷۰۷۵۹ | 2004 CW24   | ۱۲ فوریه ۲۰۰۴   |
| ۱۷۰۷۶۰ | 2004 CL25   | ۱۱ فوریه ۲۰۰۴   |
| ۱۷۰۷۶۱ | 2004 CF27   | ۱۱ فوریه ۲۰۰۴   |
| ۱۷۰۷۶۲ | 2004 CJ42   | ۱۰ فوریه ۲۰۰۴   |
| ۱۷۰۷۶۳ | 2004 CB43   | ۱۱ فوریه ۲۰۰۴   |
| ۱۷۰۷۶۴ | 2004 CM51   | ۱۵ فوریه ۲۰۰۴   |
| ۱۷۰۷۶۵ | 2004 CN57   | ۱۱ فوریه ۲۰۰۴   |
| ۱۷۰۷۶۶ | 2004 CM66   | ۱۵ فوریه ۲۰۰۴   |
| ۱۷۰۷۶۷ | 2004 CA68   | ۱۰ فوریه ۲۰۰۴   |
| ۱۷۰۷۶۸ | 2004 CJ68   | ۱۱ فوریه ۲۰۰۴   |
| ۱۷۰۷۶۹ | 2004 CT68   | ۱۱ فوریه ۲۰۰۴   |
| ۱۷۰۷۷۰ | 2004 CV73   | ۱۵ فوریه ۲۰۰۴   |
| ۱۷۰۷۷۱ | 2004 CW73   | ۱۵ فوریه ۲۰۰۴   |
| ۱۷۰۷۷۲ | 2004 CB74   | ۱۵ فوریه ۲۰۰۴   |
| ۱۷۰۷۷۳ | 2004 CB78   | ۱۱ فوریه ۲۰۰۴   |
| ۱۷۰۷۷۴ | 2004 CL78   | ۱۱ فوریه ۲۰۰۴   |
| ۱۷۰۷۷۵ | 2004 CY83   | ۱۲ فوریه ۲۰۰۴   |
| ۱۷۰۷۷۶ | 2004 CA95   | ۱۲ فوریه ۲۰۰۴   |
| ۱۷۰۷۷۷ | 2004 CB96   | ۱۴ فوریه ۲۰۰۴   |
| ۱۷۰۷۷۸ | 2004 CP96   | ۱۰ فوریه ۲۰۰۴   |
| ۱۷۰۷۷۹ | 2004 CD98   | ۱۴ فوریه ۲۰۰۴   |
| ۱۷۰۷۸۰ | 2004 CU101  | ۱۲ فوریه ۲۰۰۴   |
| ۱۷۰۷۸۱ | 2004 CL103  | ۱۲ فوریه ۲۰۰۴   |
| ۱۷۰۷۸۲ | 2004 CG104  | ۱۳ فوریه ۲۰۰۴   |
| ۱۷۰۷۸۳ | 2004 CT105  | ۱۴ فوریه ۲۰۰۴   |
| ۱۷۰۷۸۴ | 2004 CK106  | ۱۴ فوریه ۲۰۰۴   |
| ۱۷۰۷۸۵ | 2004 CH112  | ۱۱ فوریه ۲۰۰۴   |
| ۱۷۰۷۸۶ | 2004 CK113  | ۱۳ فوریه ۲۰۰۴   |
| ۱۷۰۷۸۷ | 2004 CM116  | ۱۱ فوریه ۲۰۰۴   |
| ۱۷۰۷۸۸ | 2004 CC121  | ۱۲ فوریه ۲۰۰۴   |
| ۱۷۰۷۸۹ | 2004 DD2    | ۱۸ فوریه ۲۰۰۴   |
| ۱۷۰۷۹۰ | 2004 DY4    | ۱۶ فوریه ۲۰۰۴   |
| ۱۷۰۷۹۱ | 2004 DZ6    | ۱۶ فوریه ۲۰۰۴   |
| ۱۷۰۷۹۲ | 2004 DL10   | ۱۸ فوریه ۲۰۰۴   |
| ۱۷۰۷۹۳ | 2004 DY11   | ۱۷ فوریه ۲۰۰۴   |
| ۱۷۰۷۹۴ | 2004 DB12   | ۱۷ فوریه ۲۰۰۴   |
| ۱۷۰۷۹۵ | 2004 DF14   | ۱۶ فوریه ۲۰۰۴   |
| ۱۷۰۷۹۶ | 2004 DA20   | ۱۷ فوریه ۲۰۰۴   |
| ۱۷۰۷۹۷ | 2004 DV21   | ۱۷ فوریه ۲۰۰۴   |
| ۱۷۰۷۹۸ | 2004 DH22   | ۱۷ فوریه ۲۰۰۴   |
| ۱۷۰۷۹۹ | 2004 DG24   | ۱۹ فوریه ۲۰۰۴   |
| ۱۷۰۸۰۰ | 2004 DB28   | ۱۶ فوریه ۲۰۰۴   |
| ۱۷۰۸۰۱ | 2004 DF29   | ۱۷ فوریه ۲۰۰۴   |
| ۱۷۰۸۰۲ | 2004 DP29   | ۱۷ فوریه ۲۰۰۴   |
| ۱۷۰۸۰۳ | 2004 DY29   | ۱۷ فوریه ۲۰۰۴   |
| ۱۷۰۸۰۴ | 2004 DW30   | ۱۷ فوریه ۲۰۰۴   |
| ۱۷۰۸۰۵ | 2004 DW35   | ۱۹ فوریه ۲۰۰۴   |
| ۱۷۰۸۰۶ | 2004 DX36   | ۱۹ فوریه ۲۰۰۴   |
| ۱۷۰۸۰۷ | 2004 DP37   | ۱۹ فوریه ۲۰۰۴   |
| ۱۷۰۸۰۸ | 2004 DD38   | ۱۹ فوریه ۲۰۰۴   |
| ۱۷۰۸۰۹ | 2004 DB49   | ۱۹ فوریه ۲۰۰۴   |
| ۱۷۰۸۱۰ | 2004 DU51   | ۲۳ فوریه ۲۰۰۴   |
| ۱۷۰۸۱۱ | 2004 DY51   | ۲۳ فوریه ۲۰۰۴   |
| ۱۷۰۸۱۲ | 2004 DT65   | ۲۳ فوریه ۲۰۰۴   |
| ۱۷۰۸۱۳ | 2004 DW71   | ۲۵ فوریه ۲۰۰۴   |
| ۱۷۰۸۱۴ | 2004 DO75   | ۱۷ فوریه ۲۰۰۴   |
| ۱۷۰۸۱۵ | 2004 EE2    | ۱۲ مارس ۲۰۰۴    |
| ۱۷۰۸۱۶ | 2004 EC3    | ۱۰ مارس ۲۰۰۴    |
| ۱۷۰۸۱۷ | 2004 EV4    | ۱۱ مارس ۲۰۰۴    |
| ۱۷۰۸۱۸ | 2004 EL5    | ۱۱ مارس ۲۰۰۴    |
| ۱۷۰۸۱۹ | 2004 EU10   | ۱۵ مارس ۲۰۰۴    |
| ۱۷۰۸۲۰ | 2004 ER12   | ۱۱ مارس ۲۰۰۴    |
| ۱۷۰۸۲۱ | 2004 EA13   | ۱۱ مارس ۲۰۰۴    |
| ۱۷۰۸۲۲ | 2004 EB13   | ۱۱ مارس ۲۰۰۴    |
| ۱۷۰۸۲۳ | 2004 EO14   | ۱۱ مارس ۲۰۰۴    |
| ۱۷۰۸۲۴ | 2004 EO34   | ۱۲ مارس ۲۰۰۴    |
| ۱۷۰۸۲۵ | 2004 EE37   | ۱۳ مارس ۲۰۰۴    |
| ۱۷۰۸۲۶ | 2004 EM57   | ۱۵ مارس ۲۰۰۴    |
| ۱۷۰۸۲۷ | 2004 EG59   | ۱۵ مارس ۲۰۰۴    |
| ۱۷۰۸۲۸ | 2004 EY61   | ۱۲ مارس ۲۰۰۴    |
| ۱۷۰۸۲۹ | 2004 EL63   | ۱۳ مارس ۲۰۰۴    |
| ۱۷۰۸۳۰ | 2004 ET66   | ۱۴ مارس ۲۰۰۴    |
| ۱۷۰۸۳۱ | 2004 EK67   | ۱۵ مارس ۲۰۰۴    |
| ۱۷۰۸۳۲ | 2004 EF75   | ۱۴ مارس ۲۰۰۴    |
| ۱۷۰۸۳۳ | 2004 EP84   | ۱۵ مارس ۲۰۰۴    |
| ۱۷۰۸۳۴ | 2004 EY85   | ۱۵ مارس ۲۰۰۴    |
| ۱۷۰۸۳۵ | 2004 EH108  | ۱۵ مارس ۲۰۰۴    |
| ۱۷۰۸۳۶ | 2004 FK17   | ۲۵ مارس ۲۰۰۴    |
| ۱۷۰۸۳۷ | 2004 FO20   | ۱۶ مارس ۲۰۰۴    |
| ۱۷۰۸۳۸ | 2004 FO24   | ۱۷ مارس ۲۰۰۴    |
| ۱۷۰۸۳۹ | 2004 FP34   | ۱۶ مارس ۲۰۰۴    |
| ۱۷۰۸۴۰ | 2004 FM38   | ۱۷ مارس ۲۰۰۴    |
| ۱۷۰۸۴۱ | 2004 FQ46   | ۱۷ مارس ۲۰۰۴    |
| ۱۷۰۸۴۲ | 2004 FC49   | ۱۸ مارس ۲۰۰۴    |
| ۱۷۰۸۴۳ | 2004 FU51   | ۱۹ مارس ۲۰۰۴    |
| ۱۷۰۸۴۴ | 2004 FK52   | ۱۹ مارس ۲۰۰۴    |
| ۱۷۰۸۴۵ | 2004 FK65   | ۱۹ مارس ۲۰۰۴    |
| ۱۷۰۸۴۶ | 2004 FR76   | ۱۸ مارس ۲۰۰۴    |
| ۱۷۰۸۴۷ | 2004 FX81   | ۱۷ مارس ۲۰۰۴    |
| ۱۷۰۸۴۸ | 2004 FR82   | ۱۷ مارس ۲۰۰۴    |
| ۱۷۰۸۴۹ | 2004 FA92   | ۲۳ مارس ۲۰۰۴    |
| ۱۷۰۸۵۰ | 2004 FV92   | ۱۸ مارس ۲۰۰۴    |
| ۱۷۰۸۵۱ | 2004 FA103  | ۲۳ مارس ۲۰۰۴    |
| ۱۷۰۸۵۲ | 2004 FE105  | ۲۴ مارس ۲۰۰۴    |
| ۱۷۰۸۵۳ | 2004 FJ109  | ۲۴ مارس ۲۰۰۴    |
| ۱۷۰۸۵۴ | 2004 FX115  | ۲۳ مارس ۲۰۰۴    |
| ۱۷۰۸۵۵ | 2004 FK116  | ۲۳ مارس ۲۰۰۴    |
| ۱۷۰۸۵۶ | 2004 FB118  | ۲۲ مارس ۲۰۰۴    |
| ۱۷۰۸۵۷ | 2004 FZ120  | ۲۳ مارس ۲۰۰۴    |
| ۱۷۰۸۵۸ | 2004 FE121  | ۲۳ مارس ۲۰۰۴    |
| ۱۷۰۸۵۹ | 2004 FP131  | ۲۲ مارس ۲۰۰۴    |
| ۱۷۰۸۶۰ | 2004 FG140  | ۲۷ مارس ۲۰۰۴    |
| ۱۷۰۸۶۱ | 2004 GU1    | ۱۱ آوریل ۲۰۰۴   |
| ۱۷۰۸۶۲ | 2004 GZ7    | ۱۲ آوریل ۲۰۰۴   |
| ۱۷۰۸۶۳ | 2004 GD13   | ۱۲ آوریل ۲۰۰۴   |
| ۱۷۰۸۶۴ | 2004 GA30   | ۱۲ آوریل ۲۰۰۴   |
| ۱۷۰۸۶۵ | 2004 GJ31   | ۱۵ آوریل ۲۰۰۴   |
| ۱۷۰۸۶۶ | 2004 GL33   | ۱۲ آوریل ۲۰۰۴   |
| ۱۷۰۸۶۷ | 2004 GB38   | ۱۴ آوریل ۲۰۰۴   |
| ۱۷۰۸۶۸ | 2004 GF41   | ۱۲ آوریل ۲۰۰۴   |
| ۱۷۰۸۶۹ | 2004 GP44   | ۱۲ آوریل ۲۰۰۴   |
| ۱۷۰۸۷۰ | 2004 HA4    | ۱۷ آوریل ۲۰۰۴   |
| ۱۷۰۸۷۱ | 2004 HG9    | ۱۷ آوریل ۲۰۰۴   |
| ۱۷۰۸۷۲ | 2004 HK9    | ۱۷ آوریل ۲۰۰۴   |
| ۱۷۰۸۷۳ | 2004 HP28   | ۲۰ آوریل ۲۰۰۴   |
| ۱۷۰۸۷۴ | 2004 HS37   | ۲۱ آوریل ۲۰۰۴   |
| ۱۷۰۸۷۵ | 2004 HD39   | ۲۵ آوریل ۲۰۰۴   |
| ۱۷۰۸۷۶ | 2004 HP58   | ۲۳ آوریل ۲۰۰۴   |
| ۱۷۰۸۷۷ | 2004 JM17   | ۱۲ مه ۲۰۰۴      |
| ۱۷۰۸۷۸ | 2004 LN3    | ۱۱ ژوئن ۲۰۰۴    |
| ۱۷۰۸۷۹ | 2004 LV5    | ۷ ژوئن ۲۰۰۴     |
| ۱۷۰۸۸۰ | 2004 PH85   | ۱۰ اوت ۲۰۰۴     |
| ۱۷۰۸۸۱ | 2004 PG101  | ۱۱ اوت ۲۰۰۴     |
| ۱۷۰۸۸۲ | 2004 PZ102  | ۱۲ اوت ۲۰۰۴     |
| ۱۷۰۸۸۳ | 2004 QL22   | ۲۶ اوت ۲۰۰۴     |
| ۱۷۰۸۸۴ | 2004 RP66   | ۸ سپتامبر ۲۰۰۴  |
| ۱۷۰۸۸۵ | 2004 RH79   | ۸ سپتامبر ۲۰۰۴  |
| ۱۷۰۸۸۶ | 2004 RS248  | ۱۲ سپتامبر ۲۰۰۴ |
| ۱۷۰۸۸۷ | 2004 RD249  | ۱۲ سپتامبر ۲۰۰۴ |
| ۱۷۰۸۸۸ | 2004 RK249  | ۱۲ سپتامبر ۲۰۰۴ |
| ۱۷۰۸۸۹ | 2004 RY329  | ۱۴ سپتامبر ۲۰۰۴ |
| ۱۷۰۸۹۰ | 2004 SA46   | ۱۸ سپتامبر ۲۰۰۴ |
| ۱۷۰۸۹۱ | 2004 TY16   | ۱۰ اکتبر ۲۰۰۴   |
| ۱۷۰۸۹۲ | 2004 TS52   | ۴ اکتبر ۲۰۰۴    |
| ۱۷۰۸۹۳ | 2004 TC54   | ۴ اکتبر ۲۰۰۴    |
| ۱۷۰۸۹۴ | 2004 TH298  | ۱۲ اکتبر ۲۰۰۴   |
| ۱۷۰۸۹۵ | 2004 TL343  | ۱۴ اکتبر ۲۰۰۴   |
| ۱۷۰۸۹۶ | 2004 TW356  | ۱۴ اکتبر ۲۰۰۴   |
| ۱۷۰۸۹۷ | 2004 UX7    | ۲۱ اکتبر ۲۰۰۴   |
| ۱۷۰۸۹۸ | 2004 VC25   | ۴ نوامبر ۲۰۰۴   |
| ۱۷۰۸۹۹ | 2004 VR48   | ۴ نوامبر ۲۰۰۴   |
| ۱۷۰۹۰۰ | 2004 VY69   | ۱۱ نوامبر ۲۰۰۴  |
| ۱۷۰۹۰۱ | 2004 VP84   | ۱۰ نوامبر ۲۰۰۴  |
| ۱۷۰۹۰۲ | 2004 VL112  | ۱۱ نوامبر ۲۰۰۴  |
| ۱۷۰۹۰۳ | 2004 WS2    | ۱۸ نوامبر ۲۰۰۴  |
| ۱۷۰۹۰۴ | 2004 XW19   | ۸ دسامبر ۲۰۰۴   |
| ۱۷۰۹۰۵ | 2004 XJ31   | ۹ دسامبر ۲۰۰۴   |
| ۱۷۰۹۰۶ | 2004 XC41   | ۹ دسامبر ۲۰۰۴   |
| ۱۷۰۹۰۷ | 2004 XK48   | ۱۰ دسامبر ۲۰۰۴  |
| ۱۷۰۹۰۸ | 2004 XK61   | ۱۳ دسامبر ۲۰۰۴  |
| ۱۷۰۹۰۹ | 2004 XW62   | ۱۲ دسامبر ۲۰۰۴  |
| ۱۷۰۹۱۰ | 2004 XE69   | ۹ دسامبر ۲۰۰۴   |
| ۱۷۰۹۱۱ | 2004 XH97   | ۱۱ دسامبر ۲۰۰۴  |
| ۱۷۰۹۱۲ | 2004 XG102  | ۱۱ دسامبر ۲۰۰۴  |
| ۱۷۰۹۱۳ | 2004 XH121  | ۱۴ دسامبر ۲۰۰۴  |
| ۱۷۰۹۱۴ | 2004 XN122  | ۹ دسامبر ۲۰۰۴   |
| ۱۷۰۹۱۵ | 2004 XN146  | ۱۴ دسامبر ۲۰۰۴  |
| ۱۷۰۹۱۶ | 2004 XA147  | ۱۵ دسامبر ۲۰۰۴  |
| ۱۷۰۹۱۷ | 2004 XD147  | ۱۱ دسامبر ۲۰۰۴  |
| ۱۷۰۹۱۸ | 2004 XM148  | ۱۳ دسامبر ۲۰۰۴  |
| ۱۷۰۹۱۹ | 2004 XM162  | ۱۵ دسامبر ۲۰۰۴  |
| ۱۷۰۹۲۰ | 2004 XL191  | ۱۵ دسامبر ۲۰۰۴  |
| ۱۷۰۹۲۱ | 2004 YF5    | ۱۶ دسامبر ۲۰۰۴  |
| ۱۷۰۹۲۲ | 2004 YC6    | ۱۶ دسامبر ۲۰۰۴  |
| ۱۷۰۹۲۳ | 2004 YA12   | ۱۸ دسامبر ۲۰۰۴  |
| ۱۷۰۹۲۴ | 2004 YC21   | ۱۸ دسامبر ۲۰۰۴  |
| ۱۷۰۹۲۵ | 2004 YY22   | ۱۸ دسامبر ۲۰۰۴  |
| ۱۷۰۹۲۶ | 2004 YM26   | ۱۹ دسامبر ۲۰۰۴  |
| ۱۷۰۹۲۷ | 2005 AS3    | ۵ ژانویه ۲۰۰۵   |
| ۱۷۰۹۲۸ | 2005 AU7    | ۶ ژانویه ۲۰۰۵   |
| ۱۷۰۹۲۹ | 2005 AK8    | ۶ ژانویه ۲۰۰۵   |
| ۱۷۰۹۳۰ | 2005 AJ9    | ۷ ژانویه ۲۰۰۵   |
| ۱۷۰۹۳۱ | 2005 AV9    | ۷ ژانویه ۲۰۰۵   |
| ۱۷۰۹۳۲ | 2005 AC10   | ۷ ژانویه ۲۰۰۵   |
| ۱۷۰۹۳۳ | 2005 AF20   | ۶ ژانویه ۲۰۰۵   |
| ۱۷۰۹۳۴ | 2005 AK22   | ۷ ژانویه ۲۰۰۵   |
| ۱۷۰۹۳۵ | 2005 AB25   | ۷ ژانویه ۲۰۰۵   |
| ۱۷۰۹۳۶ | 2005 AH26   | ۱۱ ژانویه ۲۰۰۵  |
| ۱۷۰۹۳۷ | 2005 AD29   | ۱۱ ژانویه ۲۰۰۵  |
| ۱۷۰۹۳۸ | 2005 AT35   | ۱۳ ژانویه ۲۰۰۵  |
| ۱۷۰۹۳۹ | 2005 AV37   | ۱۳ ژانویه ۲۰۰۵  |
| ۱۷۰۹۴۰ | 2005 AF45   | ۱۵ ژانویه ۲۰۰۵  |
| ۱۷۰۹۴۱ | 2005 AO48   | ۱۳ ژانویه ۲۰۰۵  |
| ۱۷۰۹۴۲ | 2005 AN51   | ۱۳ ژانویه ۲۰۰۵  |
| ۱۷۰۹۴۳ | 2005 AJ54   | ۱۳ ژانویه ۲۰۰۵  |
| ۱۷۰۹۴۴ | 2005 AN60   | ۱۵ ژانویه ۲۰۰۵  |
| ۱۷۰۹۴۵ | 2005 AG68   | ۱۳ ژانویه ۲۰۰۵  |
| ۱۷۰۹۴۶ | 2005 BP2    | ۱۶ ژانویه ۲۰۰۵  |
| ۱۷۰۹۴۷ | 2005 BA4    | ۱۶ ژانویه ۲۰۰۵  |
| ۱۷۰۹۴۸ | 2005 BE4    | ۱۶ ژانویه ۲۰۰۵  |
| ۱۷۰۹۴۹ | 2005 BA6    | ۱۶ ژانویه ۲۰۰۵  |
| ۱۷۰۹۵۰ | 2005 BG6    | ۱۶ ژانویه ۲۰۰۵  |
| ۱۷۰۹۵۱ | 2005 BG11   | ۱۶ ژانویه ۲۰۰۵  |
| ۱۷۰۹۵۲ | 2005 BT13   | ۱۷ ژانویه ۲۰۰۵  |
| ۱۷۰۹۵۳ | 2005 BX13   | ۱۷ ژانویه ۲۰۰۵  |
| ۱۷۰۹۵۴ | 2005 BZ19   | ۱۶ ژانویه ۲۰۰۵  |
| ۱۷۰۹۵۵ | 2005 BJ24   | ۱۷ ژانویه ۲۰۰۵  |
| ۱۷۰۹۵۶ | 2005 BN24   | ۱۷ ژانویه ۲۰۰۵  |
| ۱۷۰۹۵۷ | 2005 BB25   | ۱۷ ژانویه ۲۰۰۵  |
| ۱۷۰۹۵۸ | 2005 BL29   | ۳۱ ژانویه ۲۰۰۵  |
| ۱۷۰۹۵۹ | 2005 BN31   | ۱۶ ژانویه ۲۰۰۵  |
| ۱۷۰۹۶۰ | 2005 CN1    | ۱ فوریه ۲۰۰۵    |
| ۱۷۰۹۶۱ | 2005 CD3    | ۱ فوریه ۲۰۰۵    |
| ۱۷۰۹۶۲ | 2005 CH3    | ۱ فوریه ۲۰۰۵    |
| ۱۷۰۹۶۳ | 2005 CE4    | ۱ فوریه ۲۰۰۵    |
| ۱۷۰۹۶۴ | 2005 CP8    | ۱ فوریه ۲۰۰۵    |
| ۱۷۰۹۶۵ | 2005 CW11   | ۱ فوریه ۲۰۰۵    |
| ۱۷۰۹۶۶ | 2005 CP12   | ۲ فوریه ۲۰۰۵    |
| ۱۷۰۹۶۷ | 2005 CT15   | ۲ فوریه ۲۰۰۵    |
| ۱۷۰۹۶۸ | 2005 CK19   | ۲ فوریه ۲۰۰۵    |
| ۱۷۰۹۶۹ | 2005 CH21   | ۲ فوریه ۲۰۰۵    |
| ۱۷۰۹۷۰ | 2005 CS21   | ۲ فوریه ۲۰۰۵    |
| ۱۷۰۹۷۱ | 2005 CX21   | ۳ فوریه ۲۰۰۵    |
| ۱۷۰۹۷۲ | 2005 CS22   | ۱ فوریه ۲۰۰۵    |
| ۱۷۰۹۷۳ | 2005 CJ25   | ۴ فوریه ۲۰۰۵    |
| ۱۷۰۹۷۴ | 2005 CN25   | ۴ فوریه ۲۰۰۵    |
| ۱۷۰۹۷۵ | 2005 CW26   | ۱ فوریه ۲۰۰۵    |
| ۱۷۰۹۷۶ | 2005 CP32   | ۲ فوریه ۲۰۰۵    |
| ۱۷۰۹۷۷ | 2005 CV35   | ۳ فوریه ۲۰۰۵    |
| ۱۷۰۹۷۸ | 2005 CX36   | ۳ فوریه ۲۰۰۵    |
| ۱۷۰۹۷۹ | 2005 CS48   | ۲ فوریه ۲۰۰۵    |
| ۱۷۰۹۸۰ | 2005 CB49   | ۲ فوریه ۲۰۰۵    |
| ۱۷۰۹۸۱ | 2005 CH51   | ۲ فوریه ۲۰۰۵    |
| ۱۷۰۹۸۲ | 2005 CN51   | ۲ فوریه ۲۰۰۵    |
| ۱۷۰۹۸۳ | 2005 CS52   | ۳ فوریه ۲۰۰۵    |
| ۱۷۰۹۸۴ | 2005 CO53   | ۳ فوریه ۲۰۰۵    |
| ۱۷۰۹۸۵ | 2005 CX56   | ۲ فوریه ۲۰۰۵    |
| ۱۷۰۹۸۶ | 2005 CF58   | ۲ فوریه ۲۰۰۵    |
| ۱۷۰۹۸۷ | 2005 CG59   | ۲ فوریه ۲۰۰۵    |
| ۱۷۰۹۸۸ | 2005 CZ59   | ۳ فوریه ۲۰۰۵    |
| ۱۷۰۹۸۹ | 2005 CV62   | ۹ فوریه ۲۰۰۵    |
| ۱۷۰۹۹۰ | 2005 CS63   | ۹ فوریه ۲۰۰۵    |
| ۱۷۰۹۹۱ | 2005 CX66   | ۹ فوریه ۲۰۰۵    |
| ۱۷۰۹۹۲ | 2005 CO68   | ۲ فوریه ۲۰۰۵    |
| ۱۷۰۹۹۳ | 2005 CU69   | ۹ فوریه ۲۰۰۵    |
| ۱۷۰۹۹۴ | 2005 CH79   | ۱ فوریه ۲۰۰۵    |
| ۱۷۰۹۹۵ | 2005 EM2    | ۳ مارس ۲۰۰۵     |
| ۱۷۰۹۹۶ | 2005 EL4    | ۱ مارس ۲۰۰۵     |
| ۱۷۰۹۹۷ | 2005 EF7    | ۱ مارس ۲۰۰۵     |
| ۱۷۰۹۹۸ | 2005 ES8    | ۲ مارس ۲۰۰۵     |
| ۱۷۰۹۹۹ | 2005 EK10   | ۲ مارس ۲۰۰۵     |
| ۱۷۱۰۰۰ | 2005 EZ13   | ۳ مارس ۲۰۰۵     |